# Харків-Пасажирський
Ха́рків-Пасажи́рський — пасажирська позакласна, головна залізнична станція Південної залізниці. Розташована у Холодногірському районі міста Харкова біля Привокзального майдану. До будівлі вокзалу веде один з виходів станції метро «Вокзальна».
До 24 лютого 2022 року, в день повномасштабного російського вторгнення в Україну, на станції діяв прикордонно-митний пункт контролю залізничного перетину через державний кордон з Росією — пункт контролю «Харків-Пасажирський».

## Історія
12 лютого 1866 року на прохання графа Олександра Сіверса (губернатора Харкова) про необхідність будівництва залізниці від Москви до Харкова передано на височайший розгляд імператора Олександра II.
21 жовтня 1866 року — у Харкові офіційно було визначене місце для будівництва майбутньої залізниці.
1 березня 1868 року комерції радник Самуїл Поляков отримав від уряду концесію на будівництво Курсько-Харківсько-Азовської залізниці.
5 травня 1868 року розпочато спорудження Курсько-Харківсько-Азовської залізниці.
24 серпня 1868 року підписана концесія між російським урядом з одного боку, гофмейстером Абаза і бароном Унгер фон Штернбергом з іншого, щодо будівництва залізничної лінії від Харкова до Кременчука.
18 вересня 1868 року — закладено перший камінь у будівлю вокзалу на станції Харків (Харків-Пасажирський).
Перший пасажирський поїзд на станцію Харків-Пасажирський з Бєлгорода прибув о 11:30 22 травня 1869 року.
7 листопада 1869 року затверджено Статут суспільства Курсько-Харківсько-Азовської залізниці.
23 грудня 1869 року відкрито регулярний рух поїздів на другій лінії Курсько-Харківсько-Азовської залізниці від Харкова до Ростова (завдовжки 538 верст).
5 січня 1870 року відкритий рух поїздів на ділянці Харків — Слов'янськ — Таганрог.
26 листопада 1871 року затверджено Статут товариства Харківсько-Миколаївської залізниці.
12 червня 1877 року на станції Харків-Пасажирський відбулося освячення першого санітарного поїзда.
29 березня 1881 року Харківсько-Миколаївська залізниця перейшла у казенне управління зі скасуванням приватного товариства.
1891 року Управління Харківсько-Миколаївської залізниці переведено з Кременчука до Харкова.
1 лютого 1891 року Курсько-Харківсько-Азовська залізниця прийнята у провадження скарбниці.
29 квітня 1895 року Особлива рада за дорученням Міністра шляхів сполучення висловилася за перебудову станції Харків-Пасажирський.
17 грудня 1895 року, з відкриттям руху поїздів на ділянці Харків — Куп'янськ-Вузловий, відкрито пряме залізничне сполучення на лінії Харків — Балашов (Південно-Східна залізниця). Місто Харків отримало залізничне сполучення до річки Волги.
20 квітня 1896 року вокзал станції Харків-Пасажирський вперше був електрифікований. Електричні ліхтарі «потужністю» 1000—1200 свічок були встановлені всередині вокзалу, на платформі й на шляху від Усівського до Лисогірського мостів.
10 серпня 1900 року на Харківському вокзалі вперше відкриті камери схову ручного багажу.
10 червня 1901 року відбулося освячення нового вокзалу станції Харків-Пасажирський, який побудований за проєктом архітектора Юлія Цауне.
1 січня 1902 року відкритий рух пасажирських поїздів сполученням Харків — Київ.
18 липня 1906 року на Харківському вокзалі вперше з'явилися жінки-носії, які справлялися зі своїми обов'язками не гірше за чоловіків.
1 січня 1907 року Харківсько-Миколаївська та Курсько-Харківсько-Севастопольська магістралі, відповідно із рішенням Курсько-Харківської-Севастопольської залізниці були об'єднані в одну під назвою «Казенні Південні залізниці», які складали майже половину всієї залізничної мережі на території України. Важливість та завантаженість Харківського залізничного вузла була настільки високою, що у 1910 році була побудована унікальна трирівнева залізнична розв'язка — єдина в Україні. Вона розташована при в'їзді до Харкова з боку Люботина. Саме тут сполучаються всі основні напрямки Харківського залізничного вузла. Перший рівень розташований на землі, другий та третій — на залізничних мостах один над одним, що дозволило збільшити пропускну здатність залізничного вузла. Макет фрагмента цієї розв'язки знаходиться поруч зі станцією у Музеї історії та залізничної техніки Південної залізниці.
У 1908 року почалися роботи з проєктування та будівництва Північно-Донецької залізниці (напрямок Льгов — Харків — Лиман — Лиха).
1 лютого 1912 року на станції Харків-Пасажирський була відкрита телеграфна школа для підготовки залізничних телеграфістів.
1 серпня 1912 року на станції введено центральне управління стрілками та сигналами, що забезпечило об'єднання 71 стрілку та 3 пости.
22 вересня 1912 року на станції розпочав роботу трансляційний апарат Уітстона.
23 листопада 1912 року на вокзалі відкритий критий надземний перехід з розподільним залом над платформами — так званий «конкорс».

## Вокзал
18 вересня 1868 року закладено перший камінь під будівлю вокзалу.
Перший вокзал на території так званої Архієрейської левади був побудований у 1869 році відомим архітектором Андрієм Тоном. Однак із розвитком залізниць, особливо після відкриття Харківсько-Балашовської залізниці у 1895 році, у 1896—1901 роках вокзал був розширений і модернізований (за проєктом архітектора Сергія Загоскіна, завершено архітектором Юлія Цауне разом із Д. Шпілером). Харківський вокзал став одним з найбільших у Російській імперії.

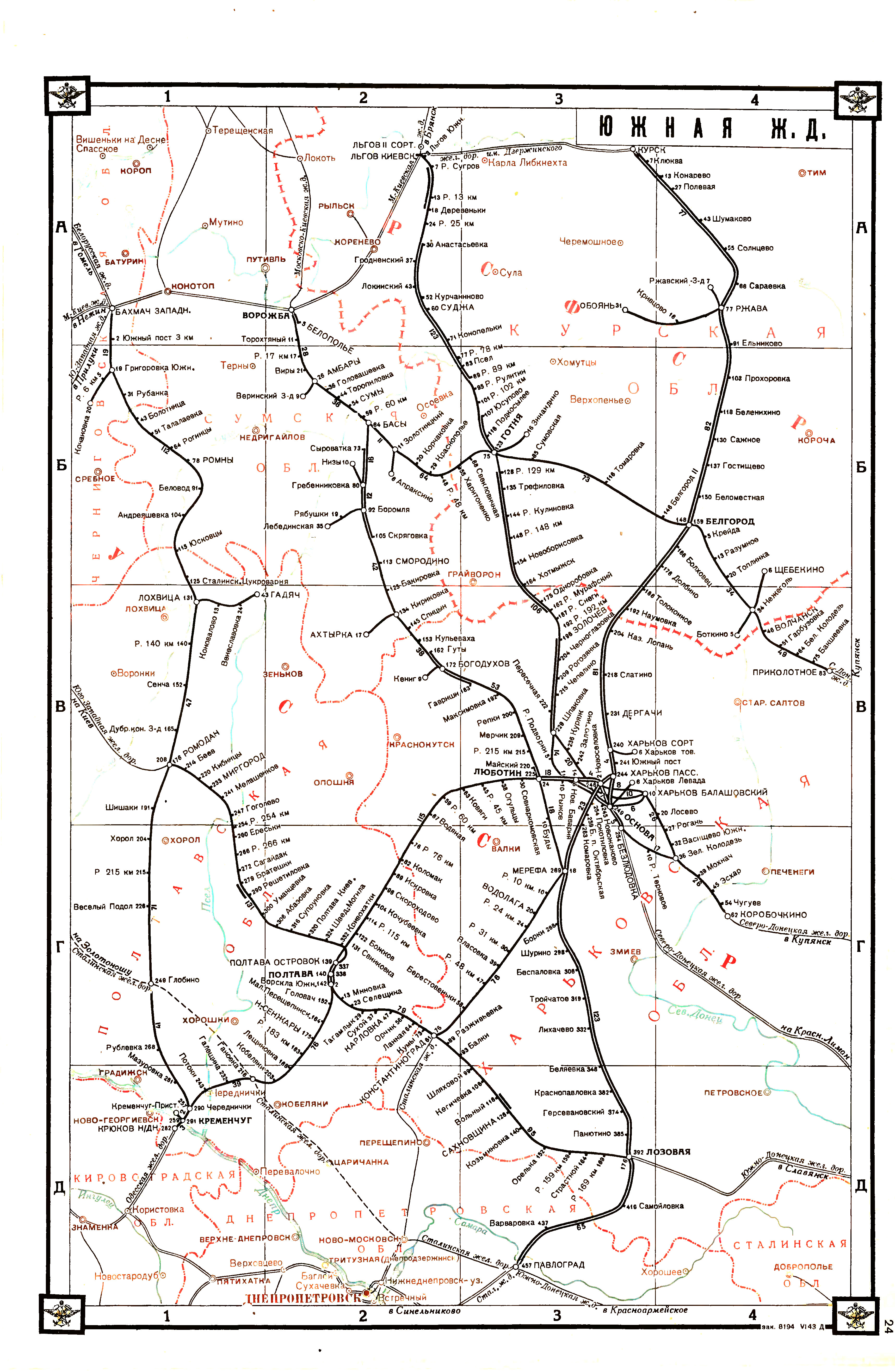
Мапа Південної залізниці (1943)

25 жовтня 1952 року підписано акт введення в експлуатацію нової будівлі Південного вокзалу станції Харків-Пасажирський. Сучасна, третя за рахунком, будівля вокзалу (пам'ятка архітектури Харкова № 52) в стилі «сталінського ампіру» з елементами класицизму була відкрита для пасажирів 2 листопада 1952 року замість зруйнованої під час Другої світової війни. Архітектори — Г. І. Волошинов, Б. С. Мезенцев, О. О. Лимар; інженер С. Філіна. Будівництво здійснювалося трестом «Південтрансбуд» під керівництвом Михайла Бондаренка. Об'єм вокзалу — 80 тис. м³, висота залу — 26 м, висота веж — 42 м, діаметр годинника на Південній вежі — 4,25 м.
Під час будівництва сходів будівлі вокзалу з боку Привокзального майдану було використано технологію, за якою 926 кам'яних плит були відшліфовані зовні, а зворотній бік був залишений горбистим і укладений на сипучу суміш цементу та піску (так звана «гарцівка») під ухилом в 1° для стоку дощової води.
У 1950 році були зведені навіси над пасажирськими платформами.
7 липня 1978 року закладено фундамент нового корпусу залізничного вокзалу, який примикає до основної будівлі вокзалу, 1952 року побудови, з південного боку. Нині в ньому знаходяться квиткові каси та камери схову. У 1978—1982 роках будівля розширена на південь (ліворуч від Привокзального майдану) у сучасному стилі за проєктом інституту «Харківдіпротранс» (архітектори Ю. І. Муригін, Л. В. Гурова, Л. П. Інюшкін, С. А. Кухтін, О. М. Жирнов). До вокзалу був прибудований 16-поверховий готель «Експрес» на 54 номери.
7 липня 2001 року будівельники завершили роботи з оновлення платформи № 6 станції Харків-Пасажирський.
У 2003 році проведена капітальна реконструкції вокзалу з нагоди 350-річчя заснування Харкова.
Загальна площа приміщень вокзалу — 32 600 м², платформ та тунелів — 33 100 м².
На початку квітня 2016 року почались роботи з ремонту сходів до центрального входу будівлі вокзалу з боку Привокзального майдану, і впродовж квітня відбувались роботи з ремонту фасаду вокзальної будівлі, головних сходів вокзалу, готелю «Експрес» та «Експрес-центру», а також водостоків та залізного парапету касової зали, який виконували фахівці будівельно-монтажних експлуатаційних управлінь Південної залізниці з Харкова (станцій Харків-Пасажирський та Основа), Сум та Куп'янська). Під час ремонту головних сходів вокзалу, який був виконаний вперше від часу спорудження нової будівлі вокзалу, було замінено сипучу суміш цементу та піску, на які були укладені кам'яні плити та відновлено їх проєктний ухил в 1°, що було зроблено після ознайомлення із проєктною документацією. Разом з тим задні стінки плит сходів було закріплено бетонним розчином, а шви між ними герметизували спеціальним клеєм для плитки. Також планувалося, що роботи з оновлення вокзальної будівлі надалі будуть зосереджені навколо ремонту внутрішніх приміщень та створенні комфортних умов для людей з обмеженими можливостями.

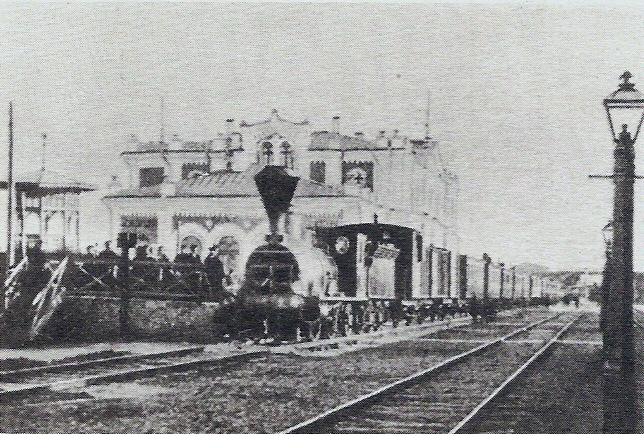
Перший Харківський вокзал. Вигляд з боку платформ
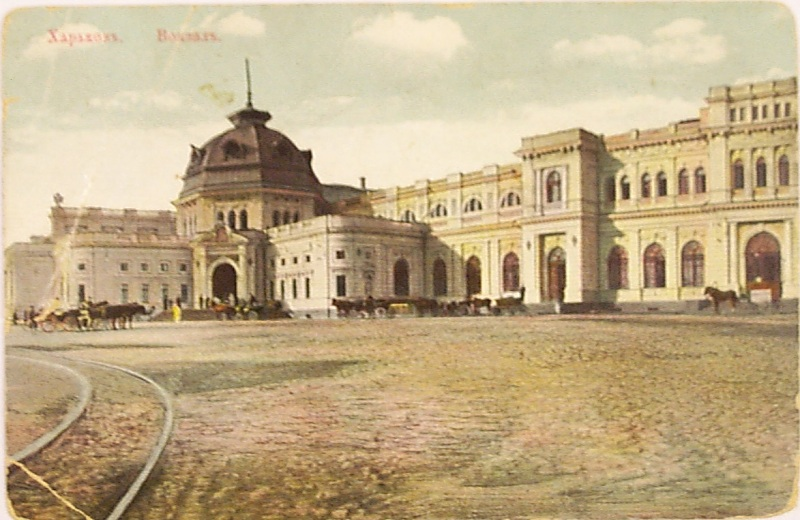
Другий Харківський вокзал
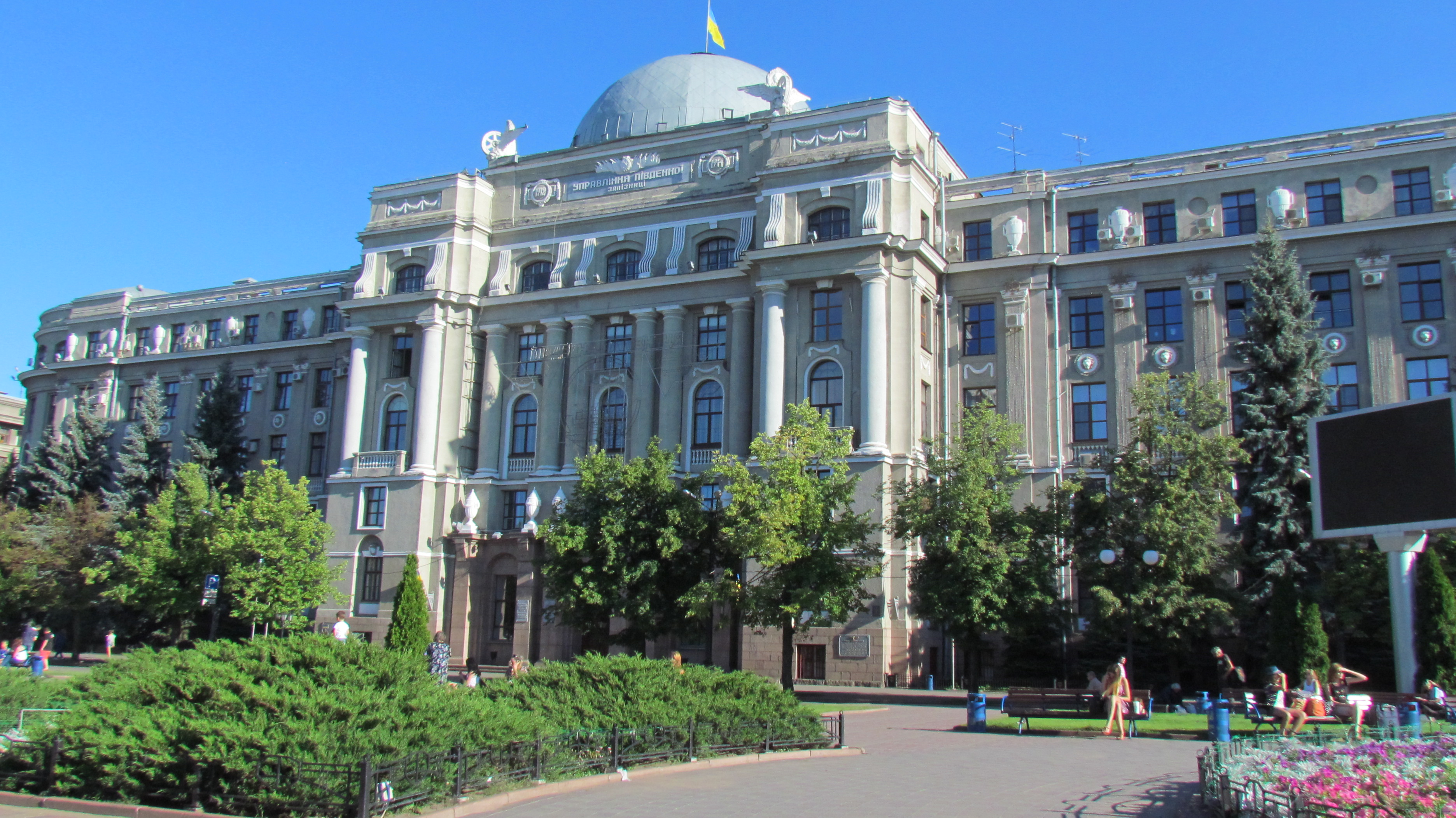
Управління Південної залізниці
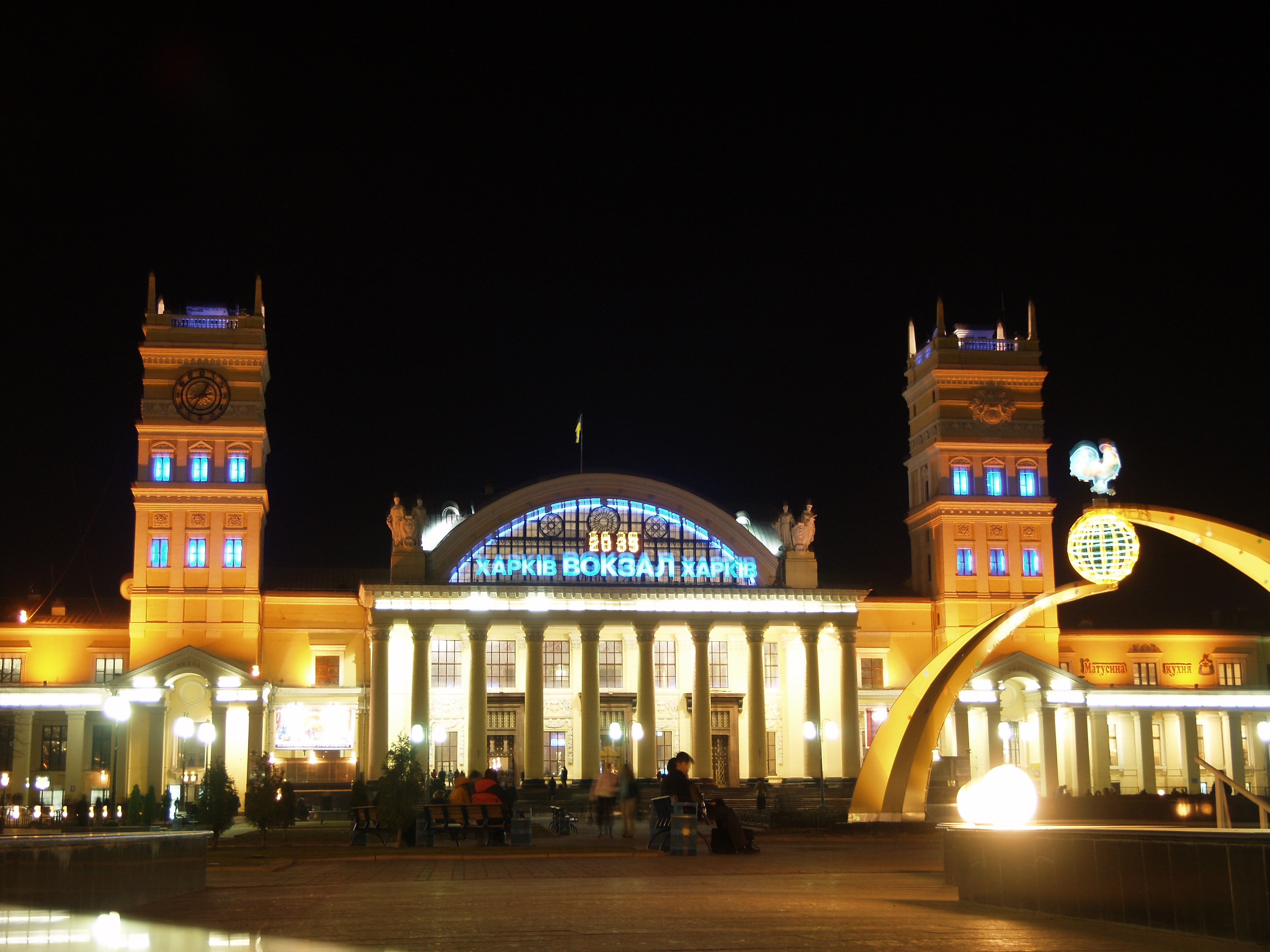
Сучасний вокзал станції Харків-Пасажирський

У 2018 році вокзал станції Харків-Пасажирський увійшов у Топ-10 (3-те місце, після Києва та Львова) найбільш завантажених вокзалів України, який обслужив 5,7 млн пасажирів у далекому сполученні (з них посадка — 2,9 млн пас./висадка — 2,8 млн пас.).
Навесні 2019 року, до 150-річчя Південної залізниці, проводились ремонтні роботи з ремонту фасаду та внутрішніх приміщень будівлі, зокрема, були замінені старі дерев'яні вікна на нові металопластикові, а фахівці з міста Ромни реконструювали троє старовинних дубових вхідних дверей вокзалу станції, кожні з яких важать майже 1,5 т — оновлені декоративні дубові накладки, очищені латунні елементи, пофарбовані і полаковані.
У жовтні 2019 року на вокзалі станції Харків-Пасажирський відкритий зал чекання для військовослужбовців.
Станом на 2021 рік, за даними «Інвестиційного атласу України», вокзал станції Харків-Пасажирський щорічно обслуговує 5,7 млн пасажирів, загальна його площа становить 2410 м².
У грудні 2022 року депутатка Харківської обласної ради Галина Куц звернулася до керівництва «Укрзалізниці», щодо перейменування «колоніальних топонімів на Укрзалізниці». У зверненні пояснювалося, що наявність колоніальних топонімічних маркерів на мапі Харкова (на кшталт «Південна залізниця», «Південний вокзал») слугує своєрідним запрошенням для російського агресора, який аргументує свою агресію тим, що просто повертає «південні» території й з точки зору географічного розташування незрозуміло, чому Харків вважається Півднем? На депутатське звернення Галини Куц, «Укрзалізниця» повідомила, що «вокзал станції Харків-Пасажирський... не використовує у своїй назві  або інших реквізитах слово «Південний» чи будь-яких його варіацій.
22 березня 2024 року, в результаті нічних обстрілів російськими окупантами постраждала енергетична інфраструктура Харкова, проте Харківський вокзал було забезпечено резервним живленням за допомогою потужних генераторів. Для пасажирів та мешканців міста на вокзалі зафункціонувала «Фортеця незламності», де можна випити гарячого чаю, зігрітись та зарядити гаджети завдяки Фонду Говарда Баффета (The Howard G. Buffett Foundation) та «Nova Ukraine».
Для найменших гостей на вокзалі Харкова продовжує функціонувати дитяча точка «Спільно» від Укрзалізниці та «UNICEF Ukraine»: у безкоштовній розвивально-розважальній зоні батьки можуть відпочити в теплі та безпеці, а діти — пограти та відволіктися.

## Інфраструктура
Вокзал станції Харків-Пасажирський — це великий комплекс споруд, які необхідні для обслуговування пасажирів, надання їм послуг та має спеціальний штат працівників і єдиний економіко-господарський механізм організації виробничої діяльності.
Центральний зал вокзалу є своєрідним пам'ятником зодчества зі сферичною стелєю в центрі, прикрашеною чотирма картинами, на яких зображені різні історичні події. Вінчає всю цю пишність розкішна люстра вагою понад п'ять тонн. У головному залі вокзалу встановлений єдиний в Україні кольоровий дисплей з оглядом 360°, а також два електронних довідкових інформатора із сенсорними моніторами.
Вокзальний комплекс включає:
- будівлю вокзалу;
- готель «Експрес»;
- квиткові каси;
- котельню, гаражі, багажне відділення;
- торговий комплекс «Залізничник» з крамницями, кафе, барами й кіосками;
- 7 пасажирських платформ та 2 тунелі до платформ;
- Привокзальний майдан;
- автопарковку.

Вокзал станції Харків-Пасажирський
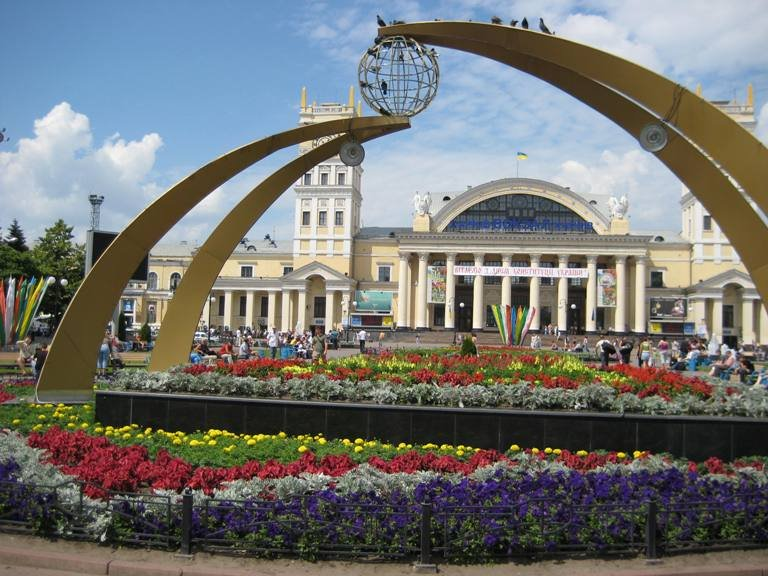
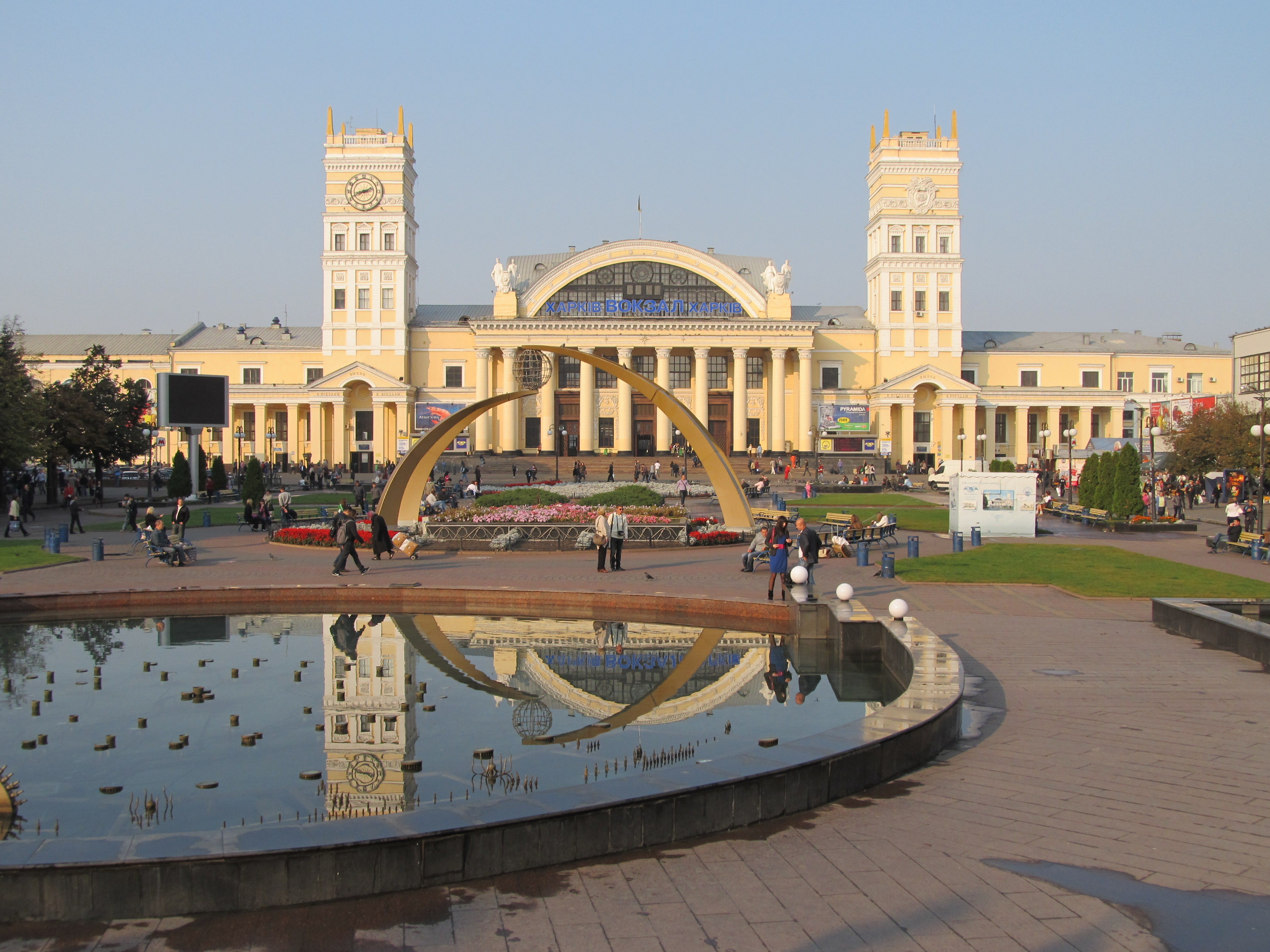
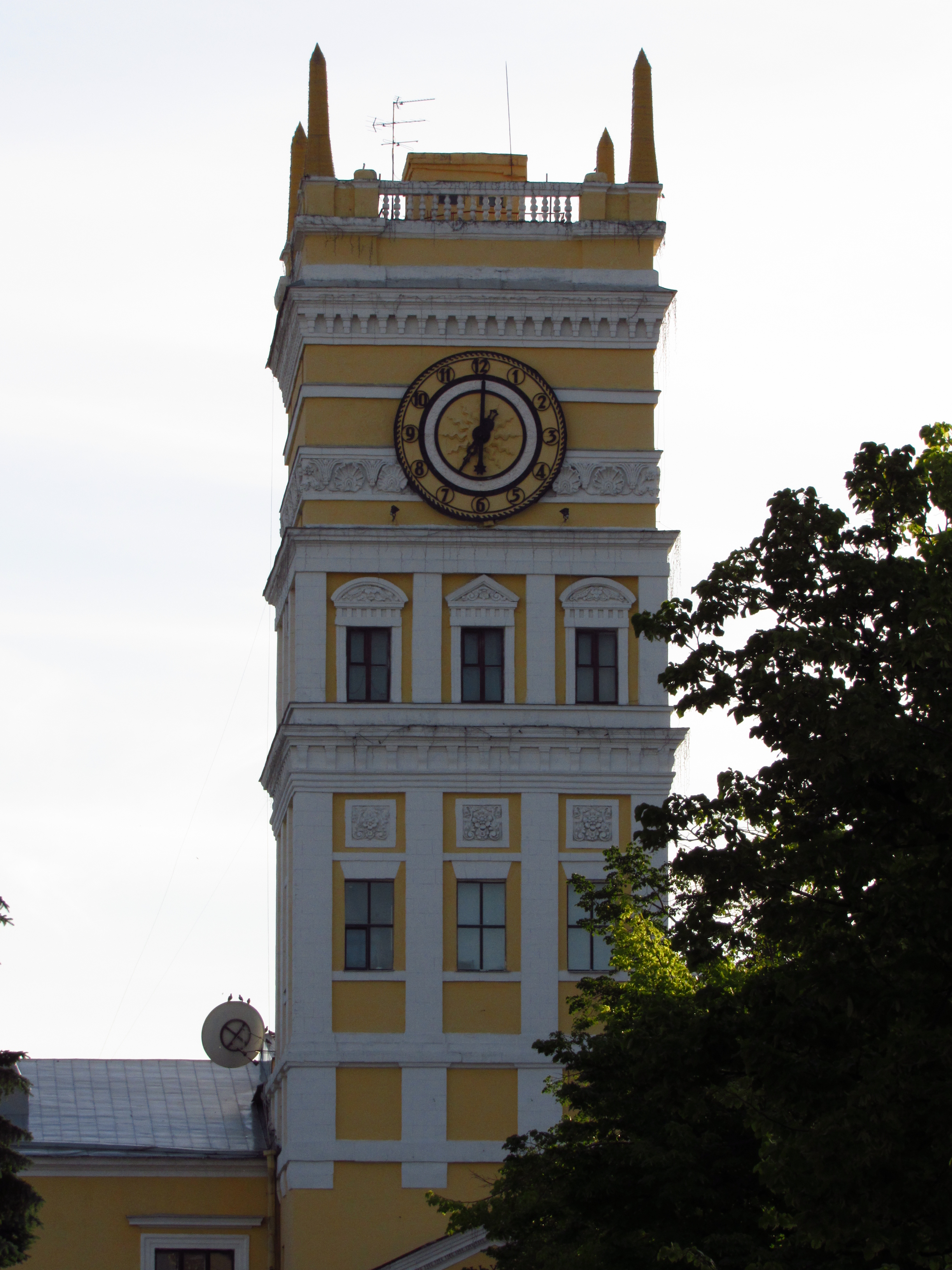
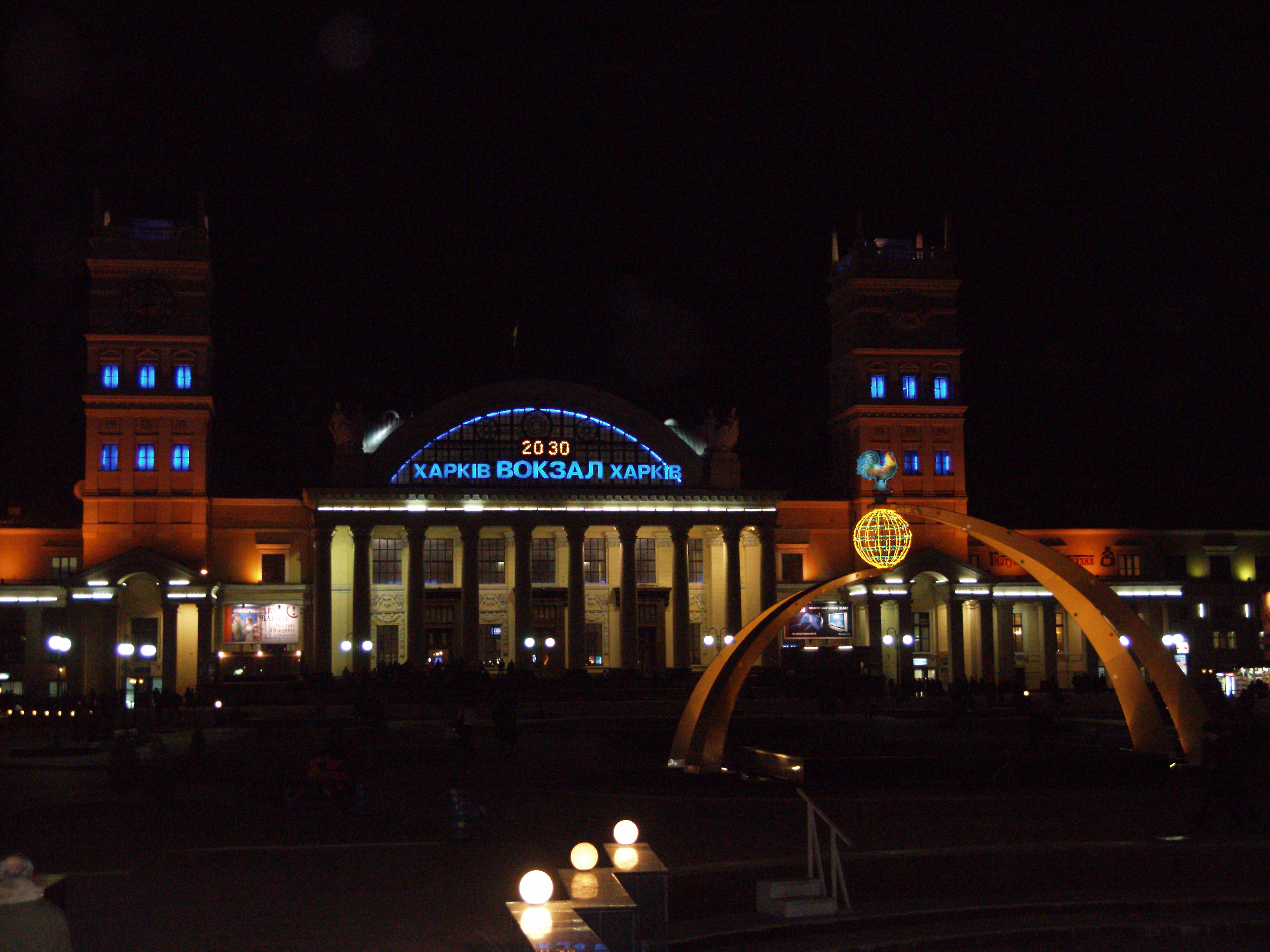

Загальна площа приміщень вокзалу — 32,6 тис  м², платформ і тунелів — 33,1 тис м². Привокзальна площа займає територію у 6,0 тис м². Уся територія вокзалу складає 4,8 га. Висота будівлі вокзалу становить 26 м. Станція складається з 7 пасажирських платформ, які сполучаються двома тунелями та наземним переходом.
У 2001 році на платформі № 1 вставлено пам'ятник Федору Вострикову (панотецю Федору). Романний персонаж зовні схожий на виконавця ролі отця Федора у гайдаївській кінокомедії Михайла Пуговкіна — в образі мандрівника, який тримає в руках чайник і лист Катерині Олександрівні. Напис, викарбуваний на постаменті, являє собою фрагмент епістолярної розповіді героя про чергову точку в його довгому маршруті: «Харків — місто галасливе, центр Української республіки. Після провінції здається, начебто за кордон потрапив».

Пам'ятник Федору Вострикову (панотцю Федору)
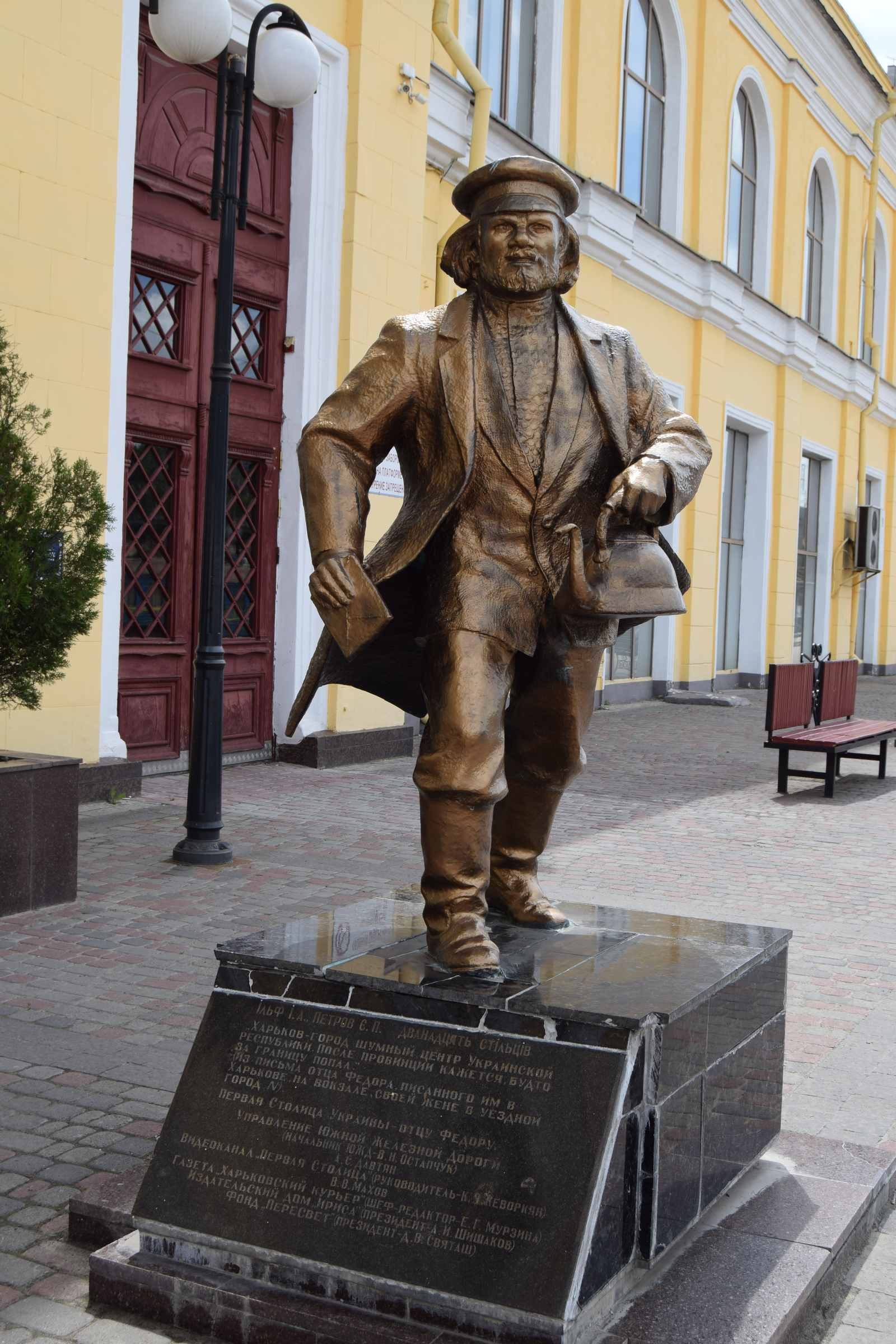

У 2001 році зі станції Харків-Пасажирський вирушив перший в Україні швидкісний поїзд «Столичний експрес» сполученням Харків — Київ.
21 липня 2006 року на вокзалі станції Харків-Пасажирський в урочистій обстановці відкрито другу чергу приміського терміналу (перехід з Привокзального майдану до Північного терміналу).
По обидва боки центрального залу розташовані Північна та Південна вежі висотою 42 м. Годинник на Південній вежі — найбільший в Харкові.
Пасажири, які прибувають до Харкова з платформ через північний та південний тунелі потрапляють до цокольного поверху вокзалу, звідки є можливість вийти до Привокзального майдану або потрапити на станцію метро Холодногірсько-Заводської лінії «Вокзальна».
Проїзні документи на пасажирькі поїзди є можливість придбати в касах з південної сторони вокзалу, в Сервісному центрі, в касах попереднього продажу (вул. Слов'янська, 6), а також в бюро міжнародних перевезень. Зручно розташовані каси приміського сполучення з північної сторони вокзалу, біля Приміського терміналу Дергачівського напрямку.
На першому поверсі вокзалу цілодобово працює Сервіс-Центр, де пасажири мають можливість придбати проїзні документи, отримати довідку, замовити таксі або носія, зробити ксерокопію документів або скористатися комп'ютерними послугами, замовити номер в готелі «Експрес».

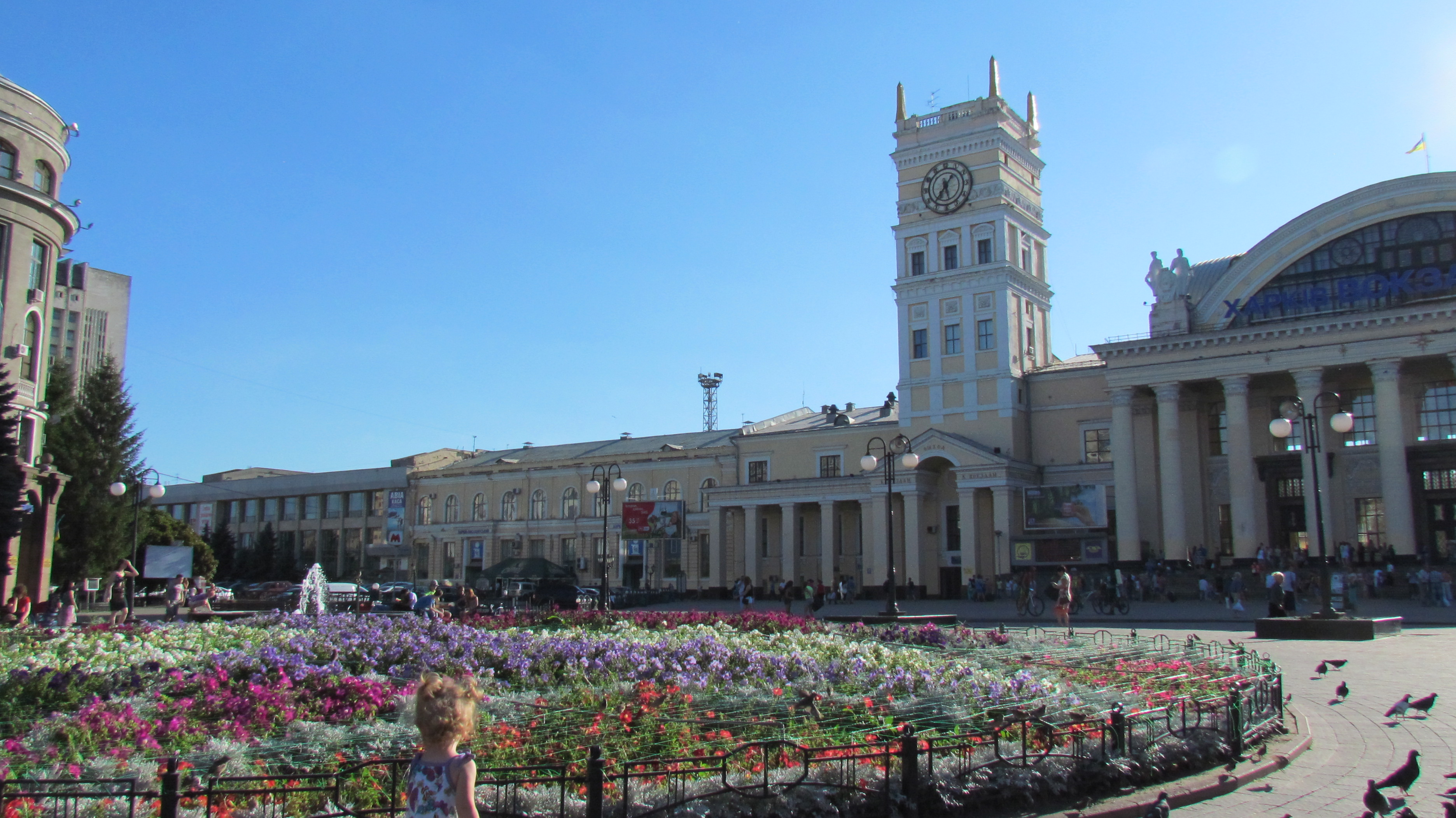
Привокзальний майдан
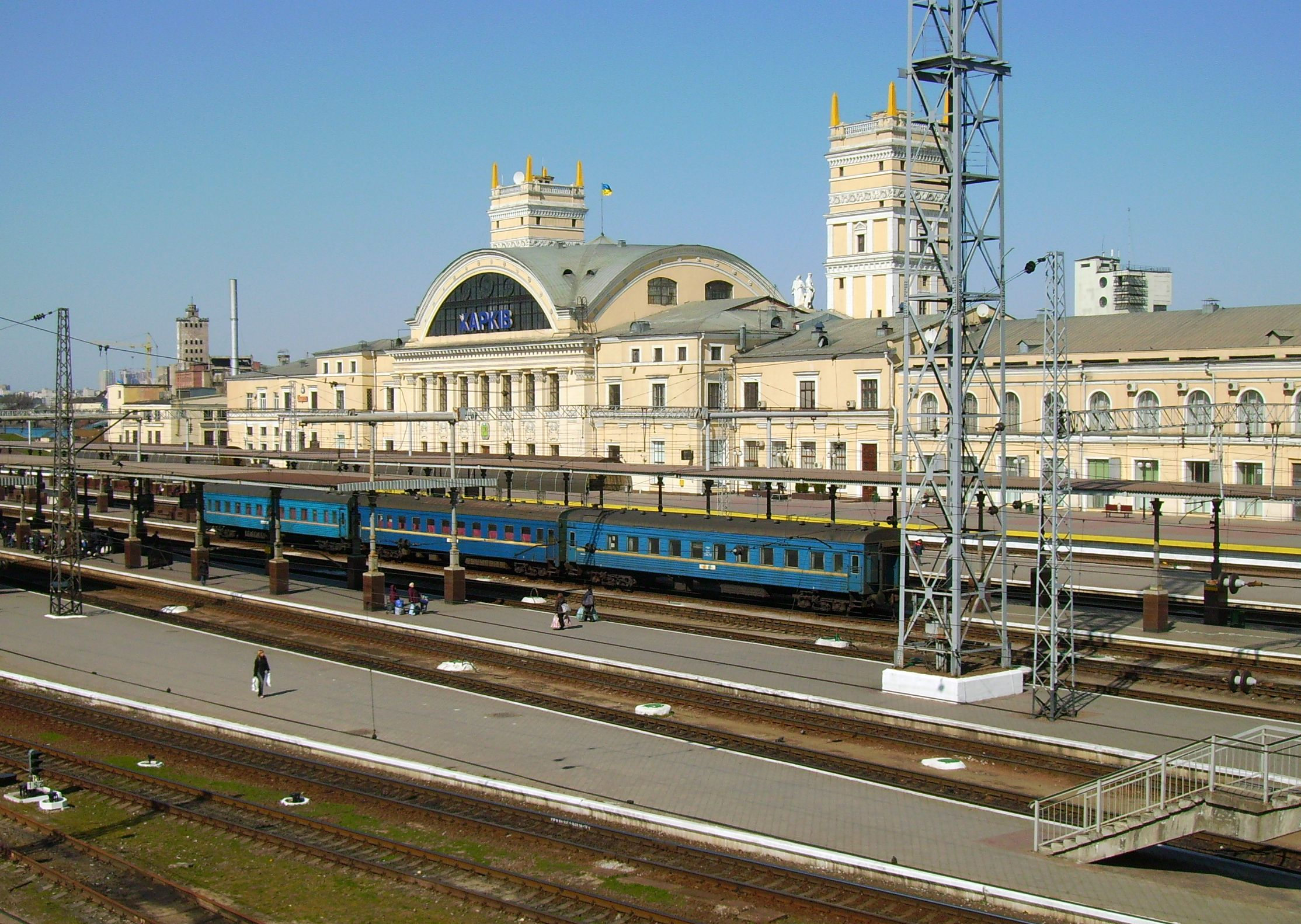
Вокзал станції Харків-Пасажирський
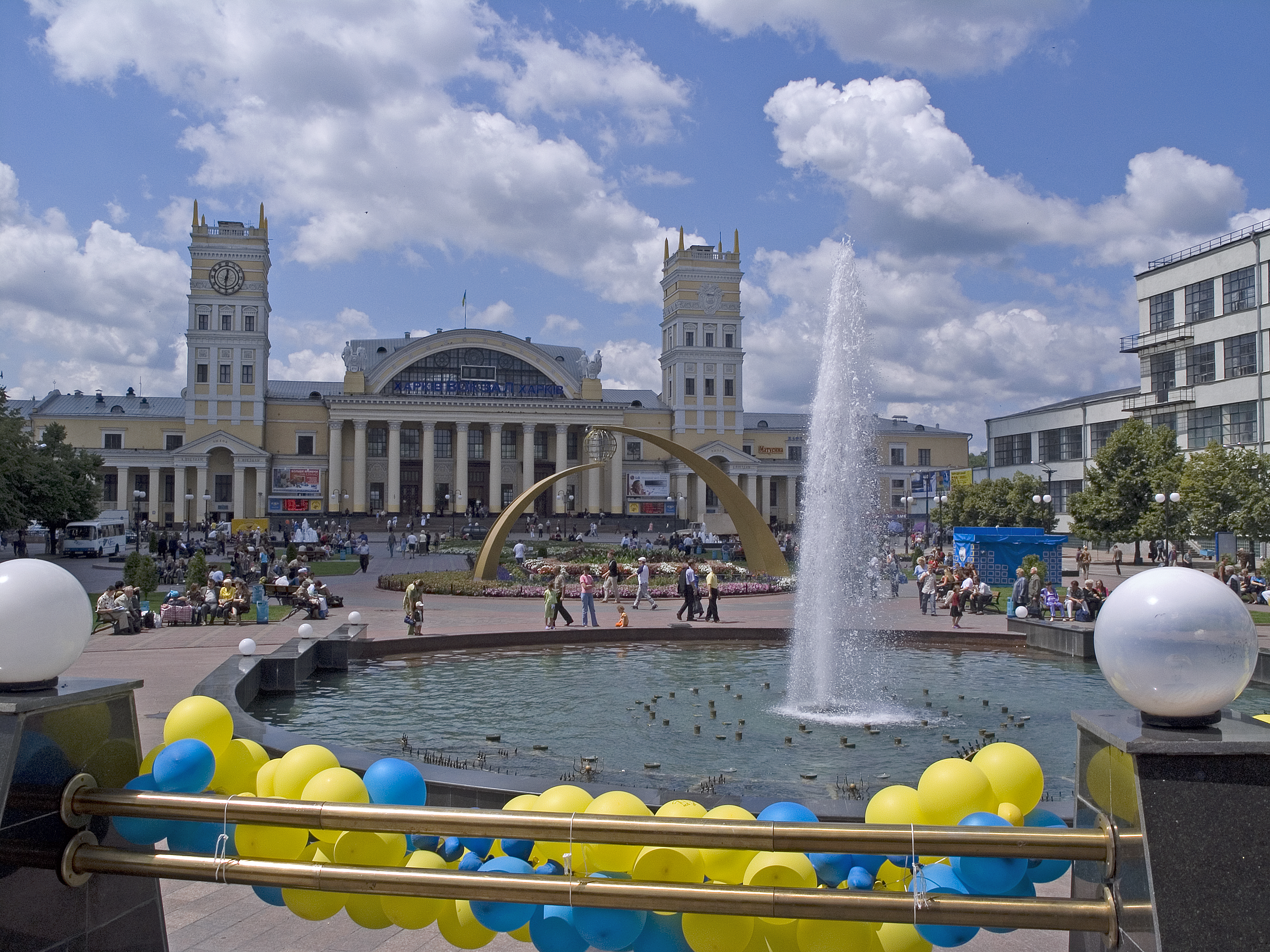
Фонтан на Привокзальному майдані
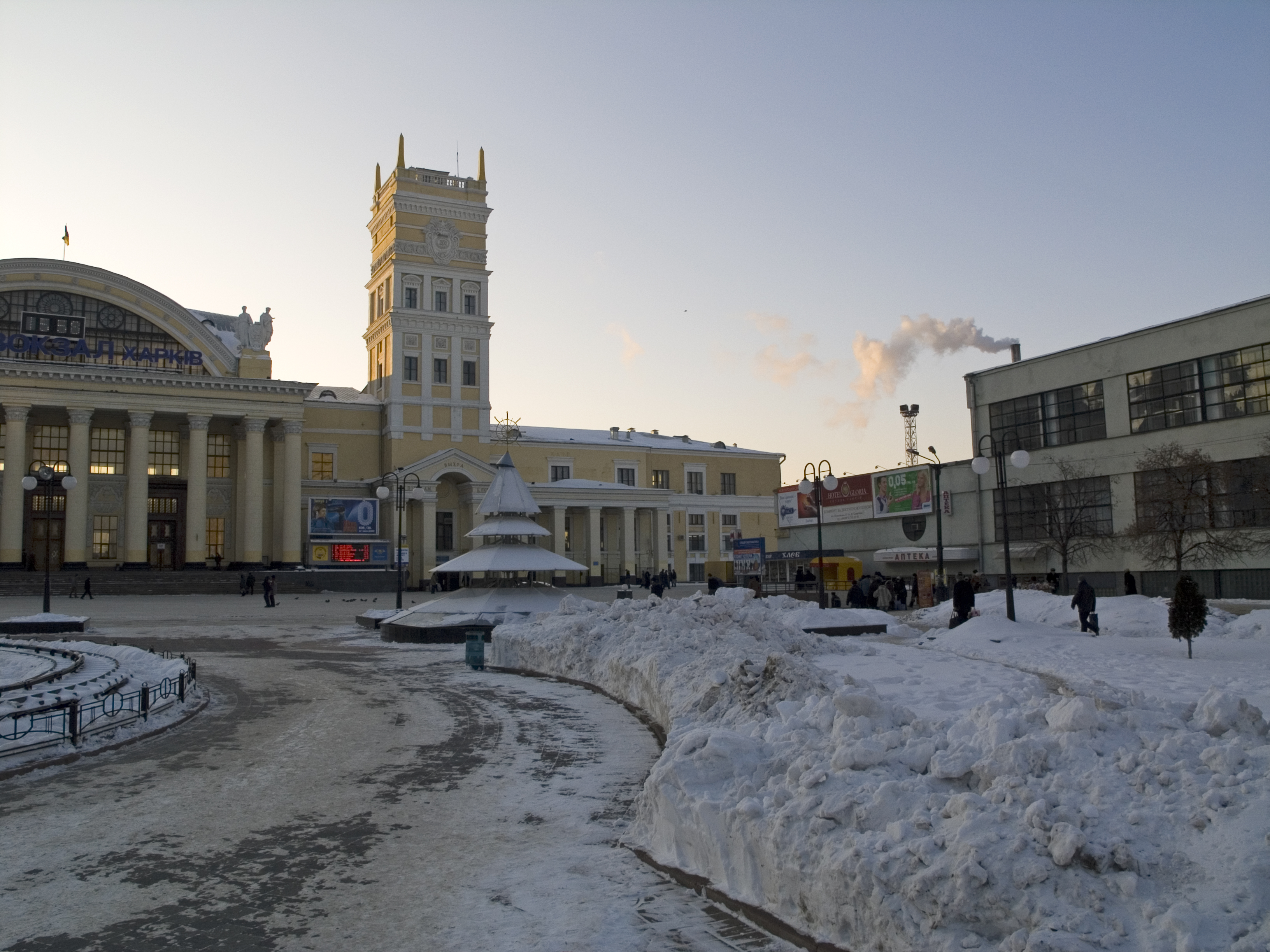
Краєвид на поштову будівлю

На другому поверсі Сервіс-Центру розташований зал підвищеної комфортності та кафе «Південне».
На додатковому побудованому поверсі — антресоль, розташовані конференц-зал та кафе «Перша столиця».
Для обробки багажу та вантажобагажу в багажному відділенні розташована багажна рампа. Все більш популярною серед власників авто стає послуга з перевезення автомобілів спеціальними вагонами-автомобілевозами Південної залізниці. Вагон-автомобілевоз курсує за визначеними днями у складі поїздів категорії «нічний експрес» № 15/16 «Владислав Зубенко» Харків — Івано-Франківськ / Рахів та № 17/18 «Мрія» (з 2 грудня 2022 року — «Сковорода-Експрес») Харків — Ужгород (вагон-автомобілевоз курсує лише до станції Львів), влітку вагон-автомобілевоз курсує з поїздами до Одеси.
З південної та північної сторони будівлі вокзалу побудовані павільйони з квитковими касами і турнікетами для пропуску пасажирів приміського сполучення.
Привокзальний майдан прикрашений фонтанами та газонами, додатковим освітленням, на майдані укладена мозаїчна плитка тротуарного покриття. Під час зимових свят на майдані встановлюється новорічна ялинка з атракціонами.
7 липня 2014 року поблизу Південного вокзалу відкрито Музей історії та залізничної техніки Південної залізниці.

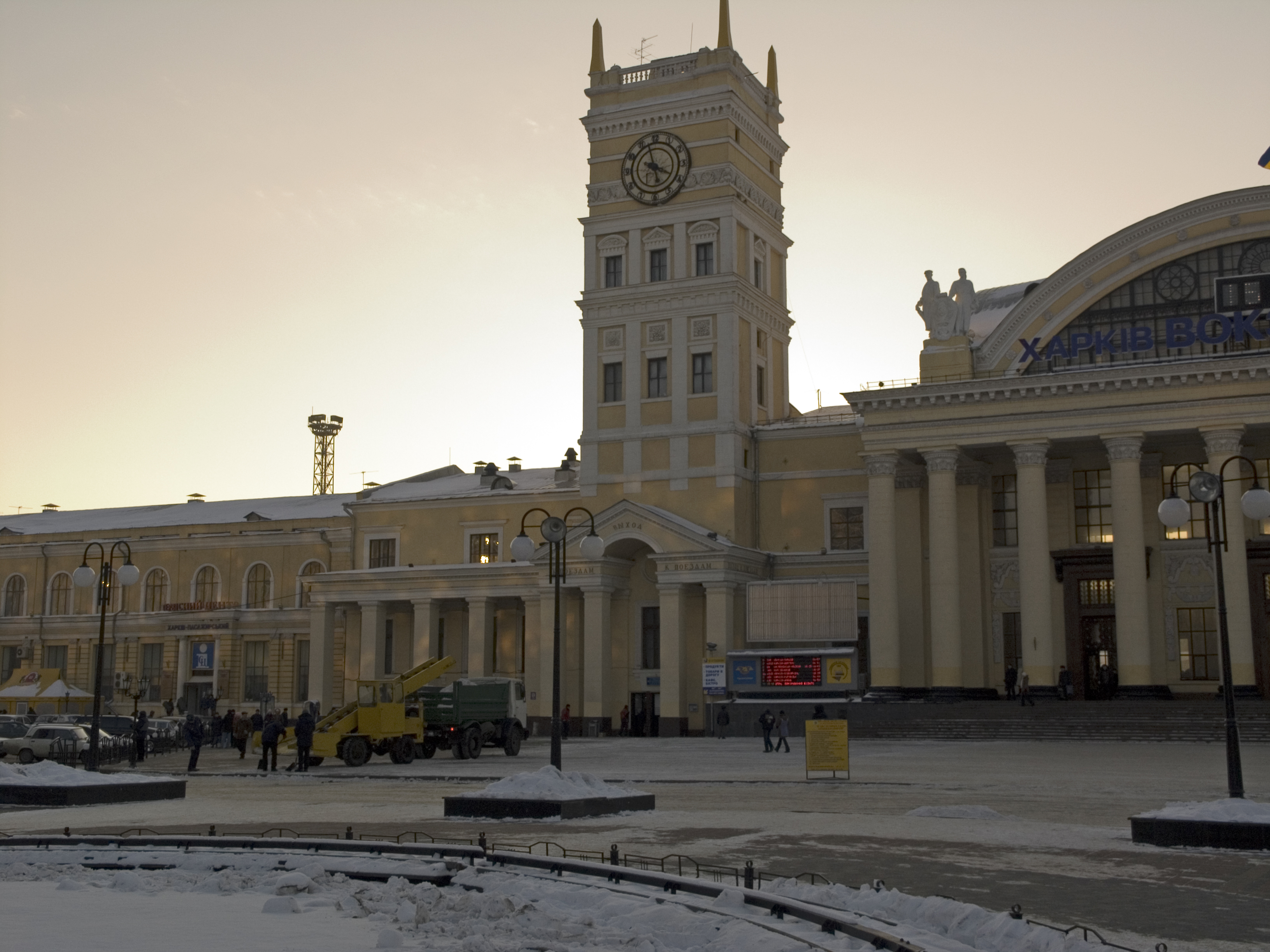
Вокзал взимку
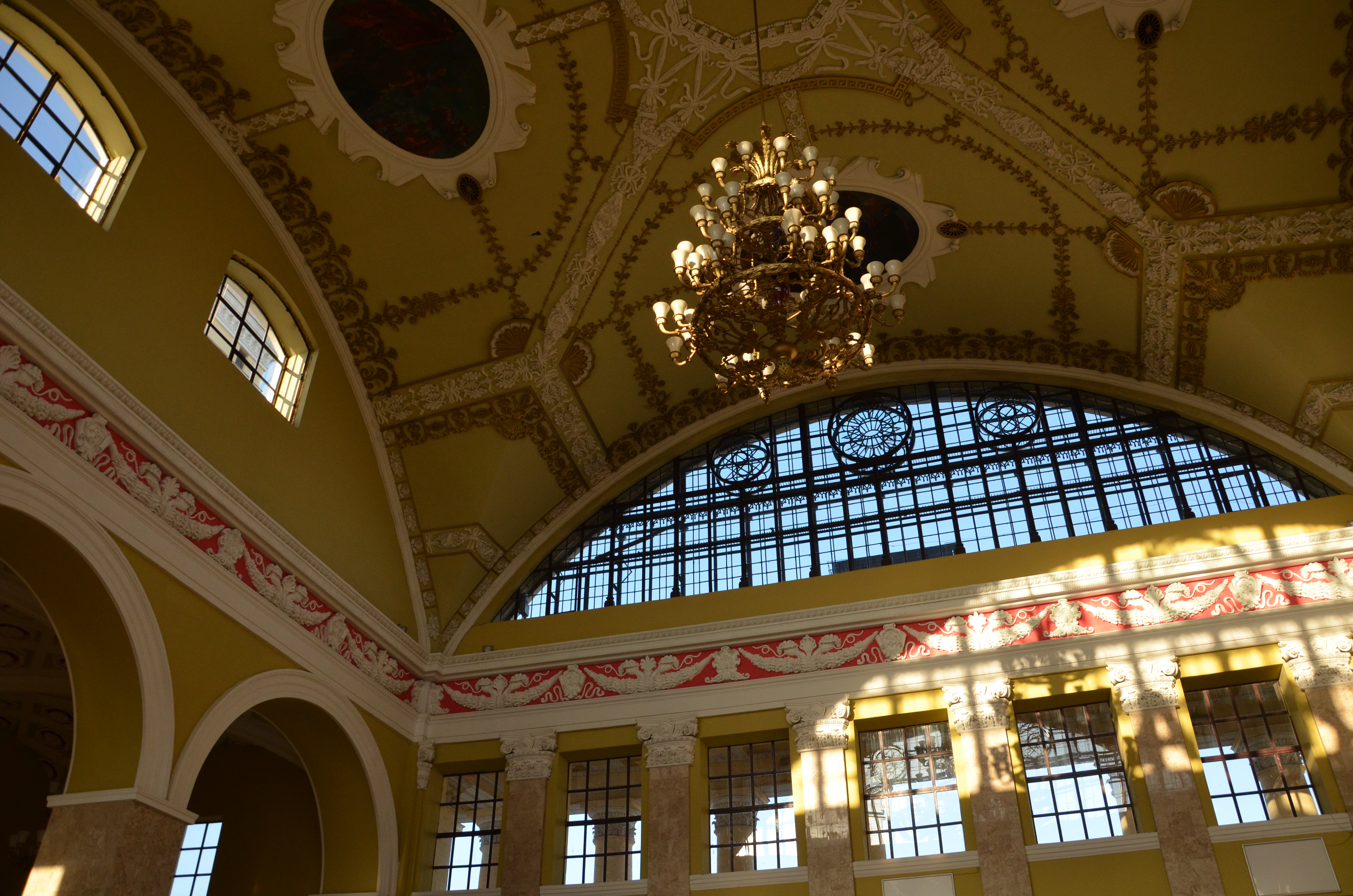
Сферична стеля вокзалу
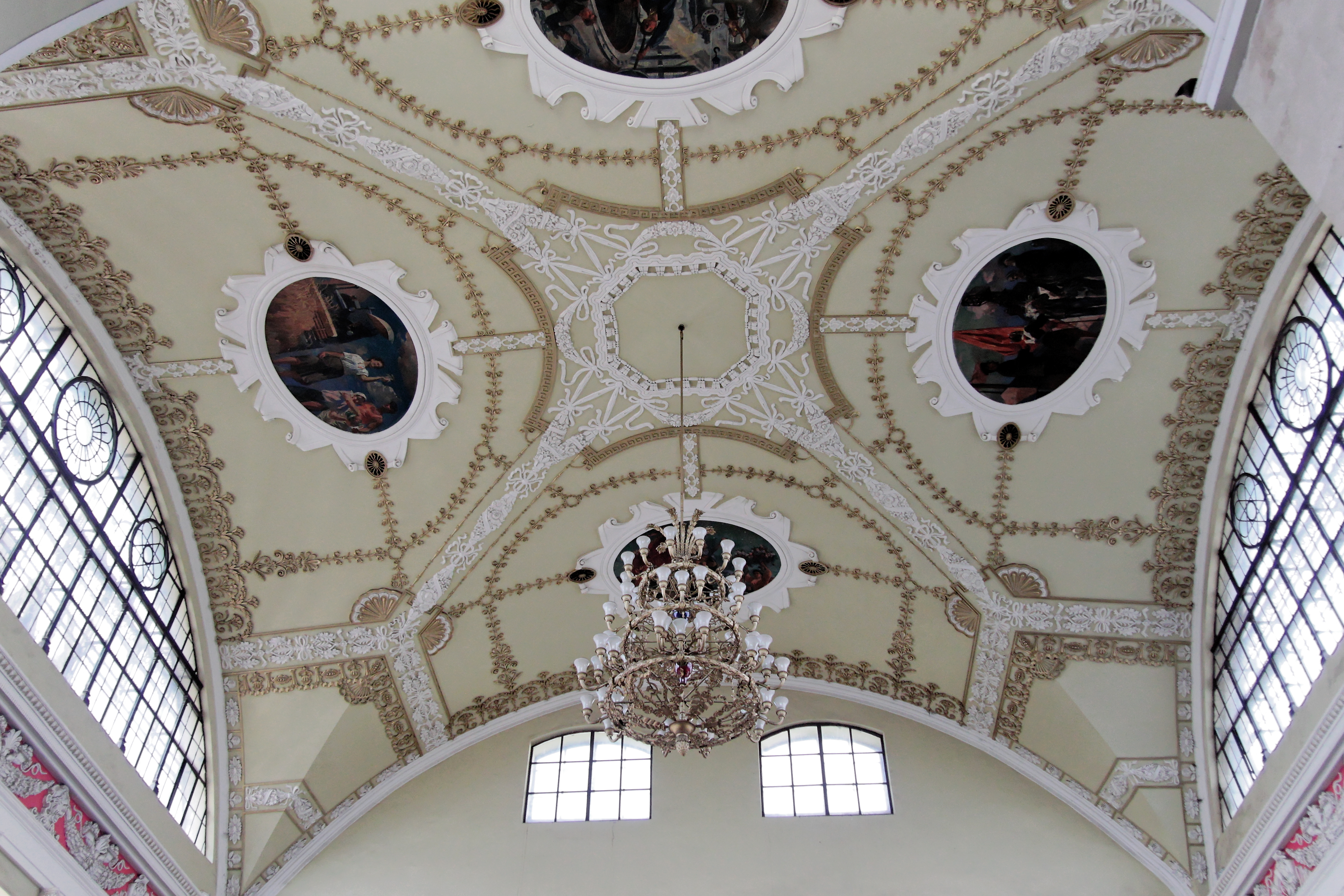
Стеля центральної залу вокзалу
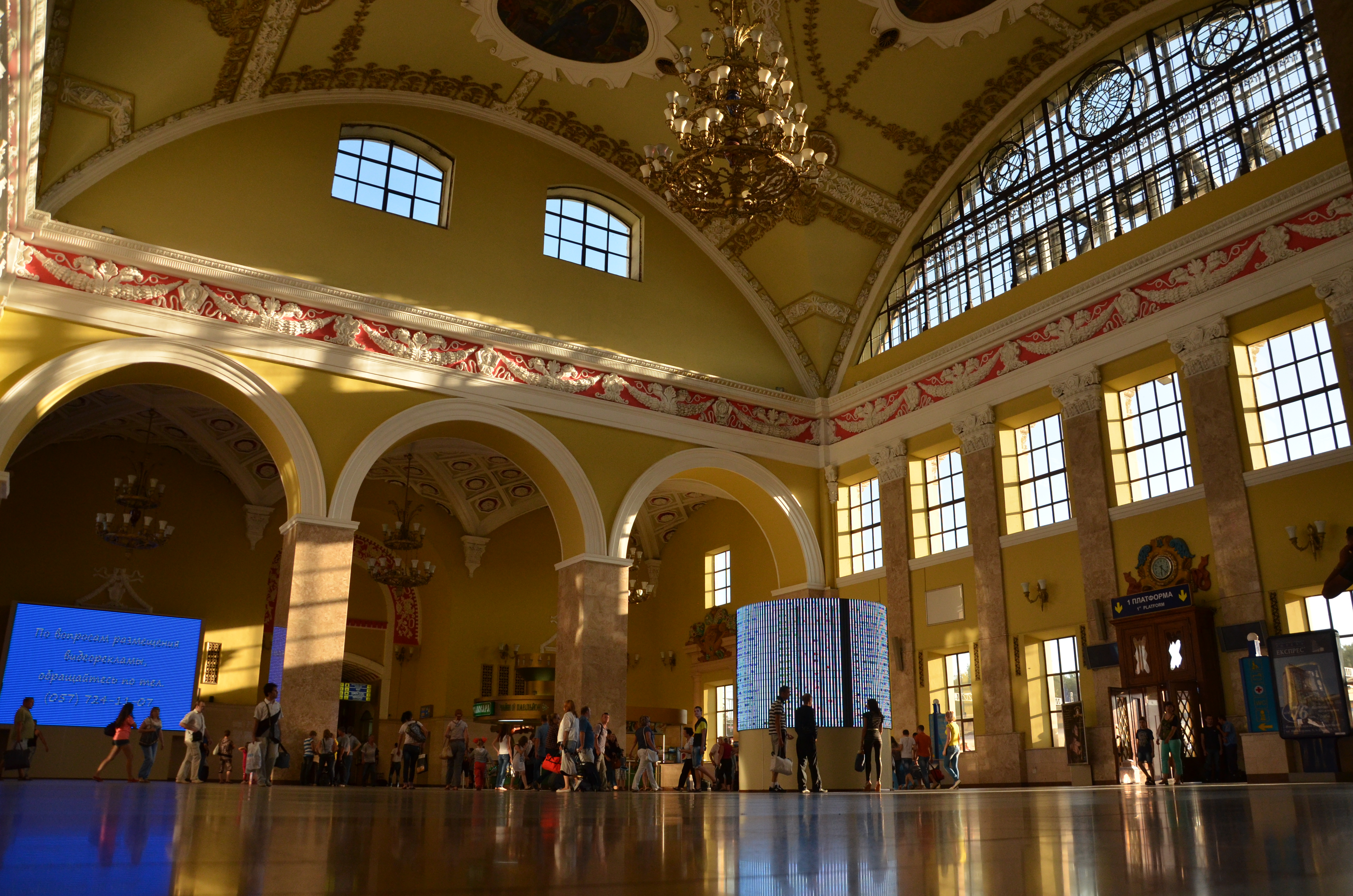
Центральний зал вокзалу

На початку лютого 2022 року стало відомо, що «Укрзалізниця» виставить на продаж 16-поверховий готель «Експрес», що розташований поруч з Південним вокзалом. Компанія планувала виручити від продажу 25,5 млн гривень (початкова вартість).
Загальна площа об'єкту —5974 м². Наразі триває підготовка до продажу і сам аукціон ще не оголошений. На сайті Південної залізниці вказано, що категорія готелю — одна зірка, розрахований на 91 номер та на 161 місце. Постояльцям пропонують номери люкс, напівлюкс, одномісні, двомісні, тримісні та багатомісні. У номерах є ліжка, шафи, тумби, телевізори, кондиціонери, холодильники та телефони. Вартість проживання — від 137 до 798 гривень на добу (станом на лютий 2022 року).

## Пасажирське сполучення
Поїзди далекого сполучення:
На станції Харків-Пасажирський зупиняються всі транзитні поїзди, для більшості з яких станція є кінцевою.
Основні напрямки відправлення поїздів:
- київський — через Полтаву, Миргород, Гребінку до Києва і далі до міст Західної України (Львів, Івано-Франківськ, Мукачево, Ужгород, з 10 грудня 2017 року — до Рахова);
- сумський — через Суми, Ворожбу, Конотоп, Київ і далі до Ужгорода;
- південний — через Кременчук до Одеси, Миколаєва, Херсона; через Лозову до Дніпра, Запоріжжя);
- волинський: з 10 грудня 2017 року призначався поїзд Харків — Ковель через Кобеляки, Кременчук, Павлиш, Знам'янку-Пасажирську, Білу Церкву, Козятин I, Рівне (скасований у 2020 році);
- донбаський — до Бахмута, Костянтинівки, Лисичанська (через бойові дії з російськими окупантами рух поїздів у цьому напрямку тимчасово припинений).

З 21 квітня 2018 року для зручності пасажирів та для задоволення потреб у міжнародних залізничних перевезеннях маршрут руху поїзда № 369/370 Баку — Харків формуванням Азербайджанської залізниці було подовжено до Києва (скасований у березні 2020 року).
Відповідно до Постанови Кабінету Міністрів України від 18 грудня 2019 року № 1056 з 1 березня 2020 року громадяни України перетинали державний кордон України з Росією лише на підставі закордонного паспорту.
З 18 березня 2020 року, через розповсюдження захворювань спричиненими COVID-19, припинений рух пасажирських поїздів у міжнародному сполученні (до Москви, Баку, Мінська).
Поїзди приміського сполучення:
Перший електропоїзд на дільниці Харків — Лозова пройшов в ніч з 30 на 31 жовтня 1958 року.
Дільниця Харків — Лозова обслуговується виключно приміськими електропоїздами ЕР2, ЕР2Р, ЕР2Т моторвагонного депо «Харків».
Дільницю Харків — Козача Лопань обслуговують електропоїзди ЕР2, ЕР2Р, ЕР2Т, крім цього, до 2014 року на дільниці Харків — Бєлгород курсували електропоїзди ЕР2, ЕД4, ЕД4М моторвагонного депо «Бєлгород». З 13 лютого 2015 року, через припинення російською стороною в односторонньому порядку дії договору про спільну організацію руху поїздів на прикордонних залізничних дільницях з РФ та у зв'язку з низьким пасажиропотоком «Укрзалізницею» було скасовано єдиний залишившився тоді в ходу електропоїзд № 816/815 Харків — Бєлгород.
Дільниці Харків — Нова Баварія, Харків — Шпаківка обслуговуються виключно електропоїздами ЕР2 моторвагонне депо Люботин.
Дільниця Харків — Основа обслуговується обома депо.
У парному напрямку приміські поїзди прямують до станцій Дергачі, Козача Лопань, у непарному — до станцій Мерефа, Зміїв, Бірки, Лихачове, Біляївка, Лозова, Власівка, Красноград, Савинці, Ізюм, Есхар, Коробочкине, Люботин, Люботин-Західний, Огульці, Полтава-Південна, Мерчик, Тростянець-Смородине, Золочів, Одноробівка (рух до станції Хотмижськ скасований з 5 лютого 2015 року).

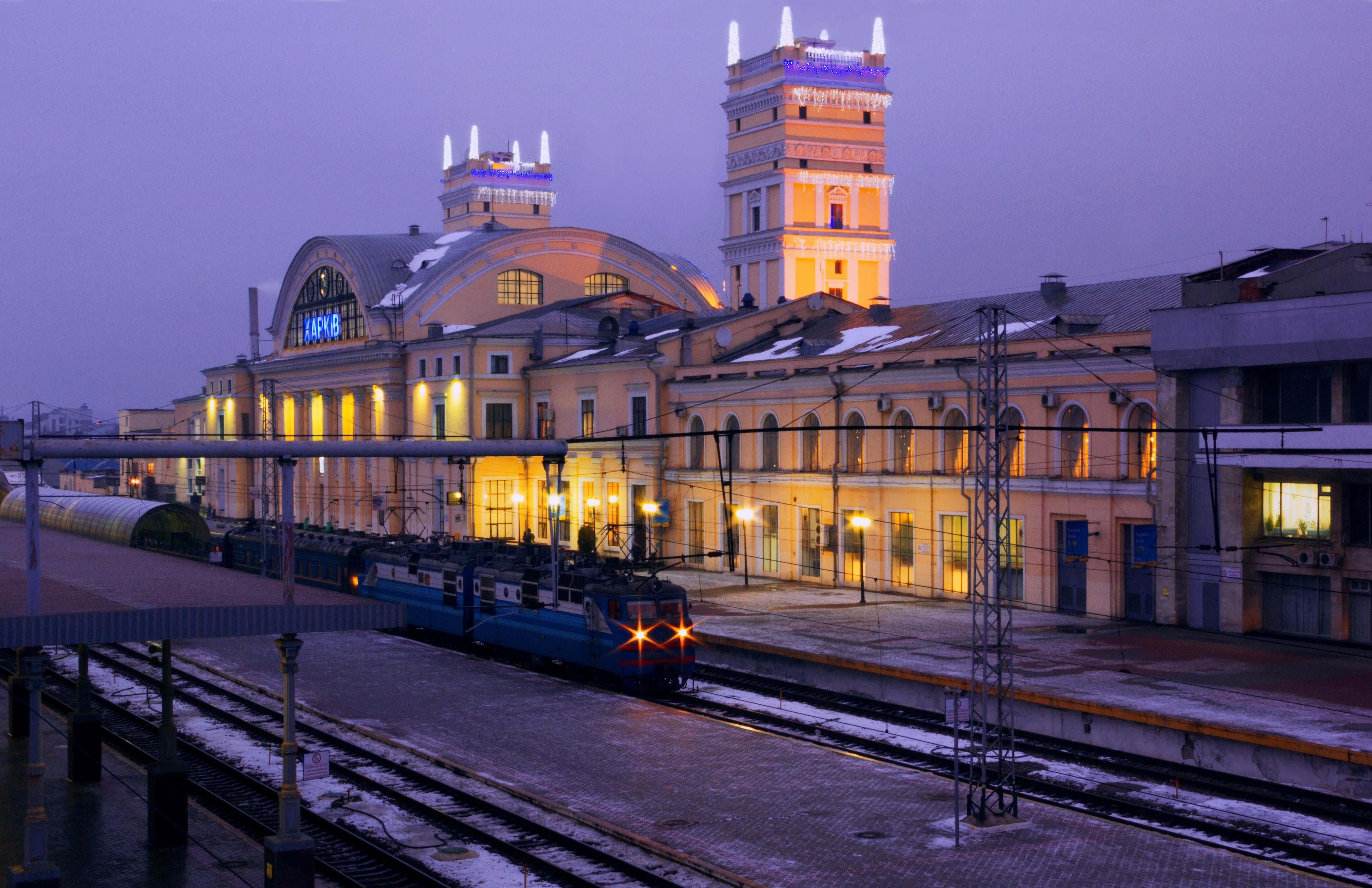
Краєвид з вулиці Полтавський Шлях
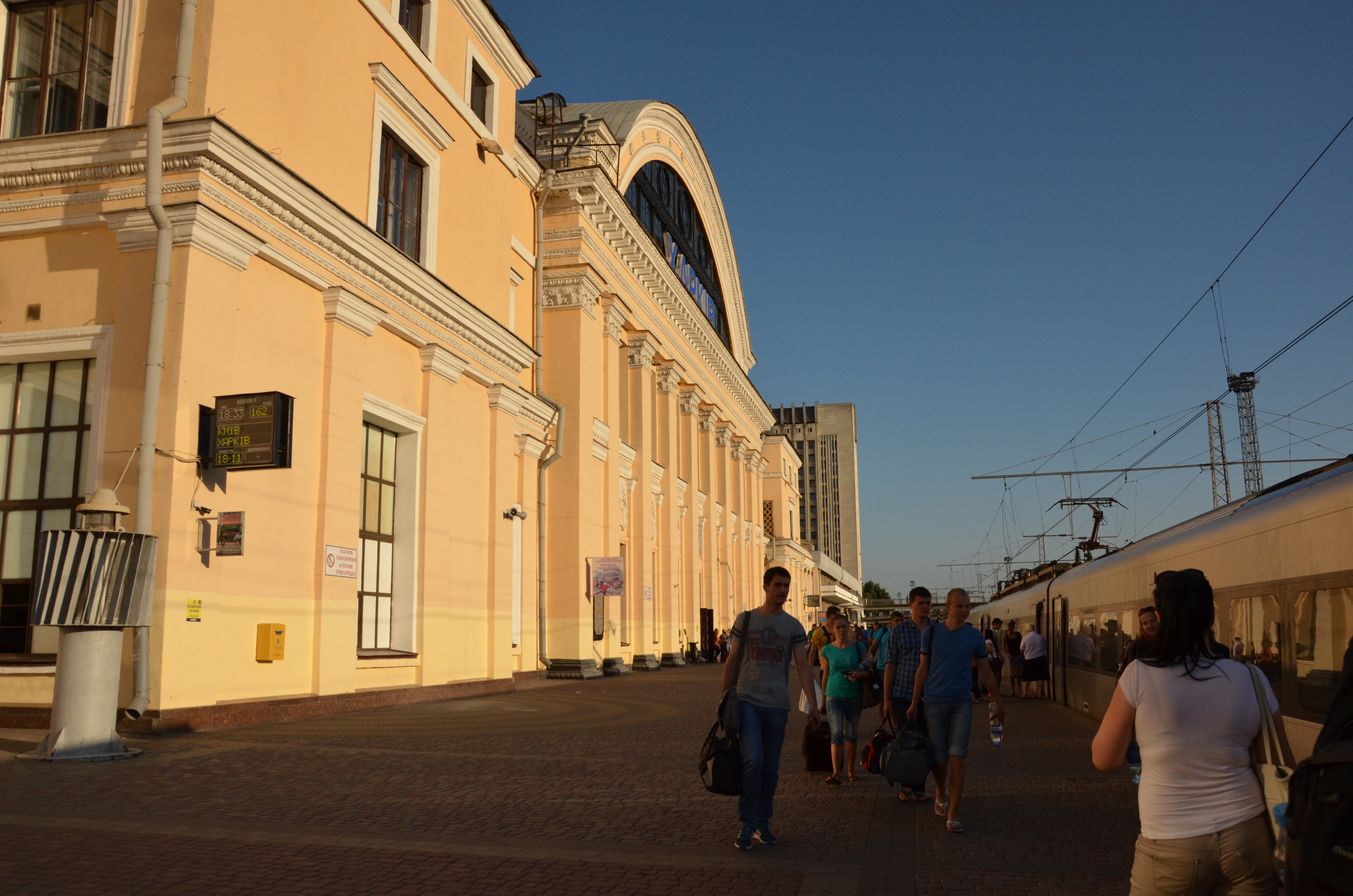
Посадка пасажирів до поїзду HRCS2 «Інтерсіті+» на платформі № 1
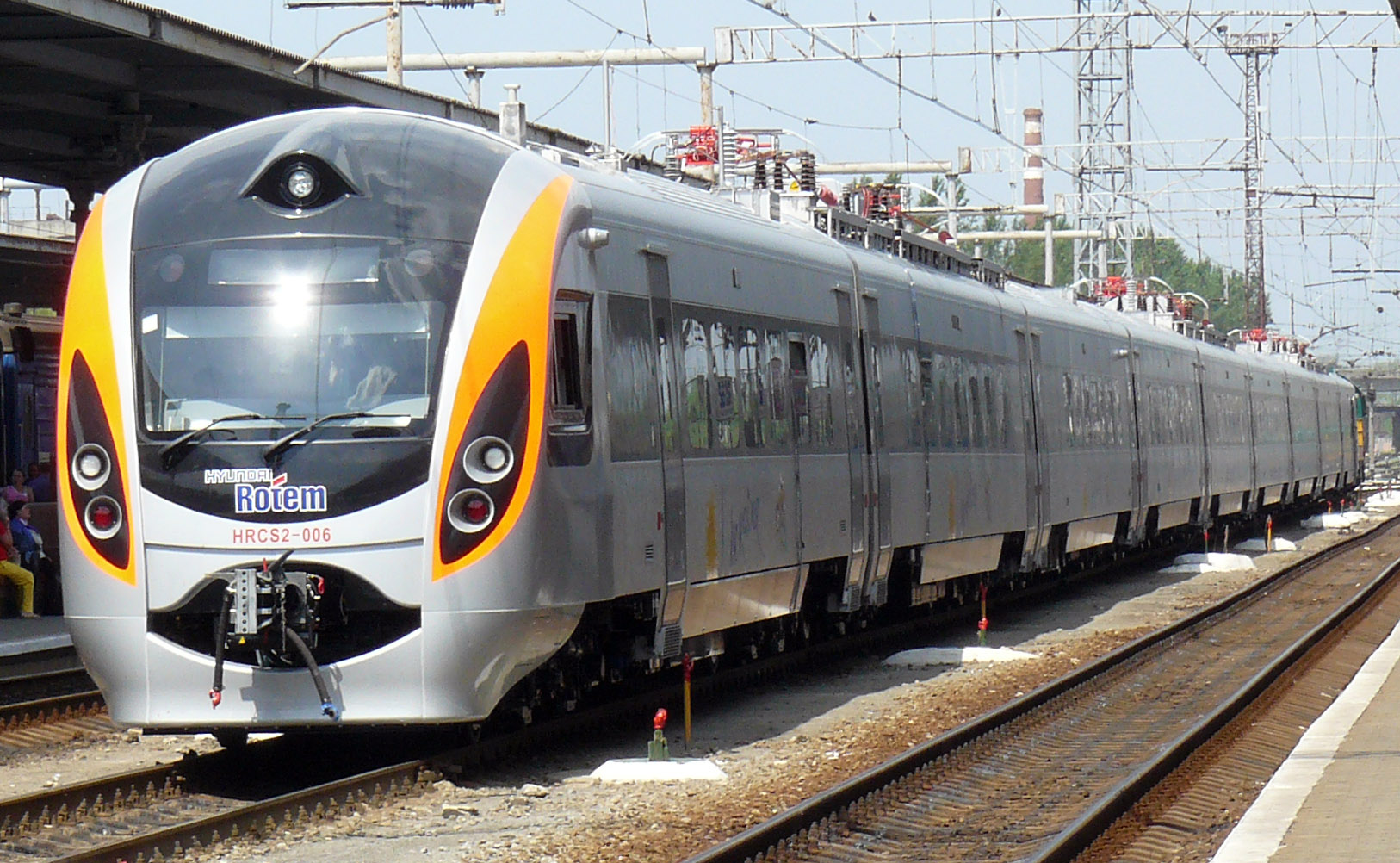
HRCS2 на станції Харків-Пасажирський
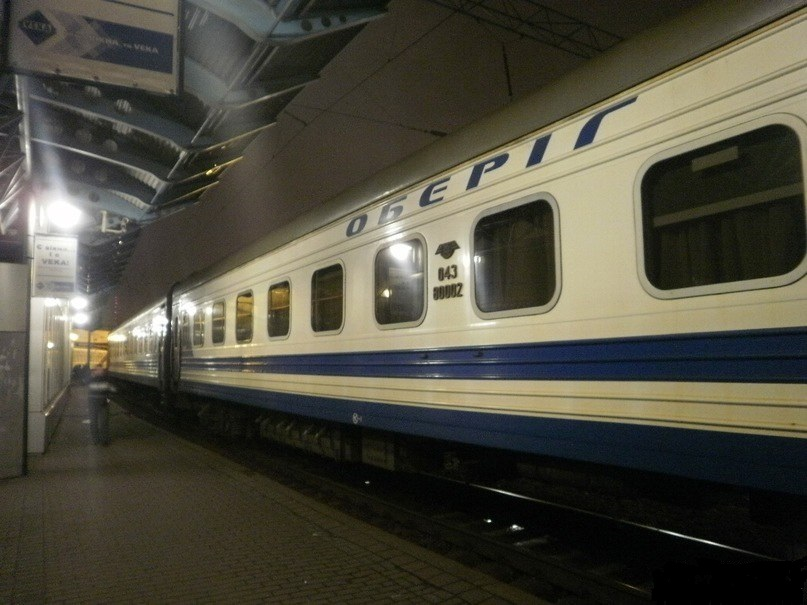
Фірмовий пасажирський поїзд № 63/64 «Оберіг»
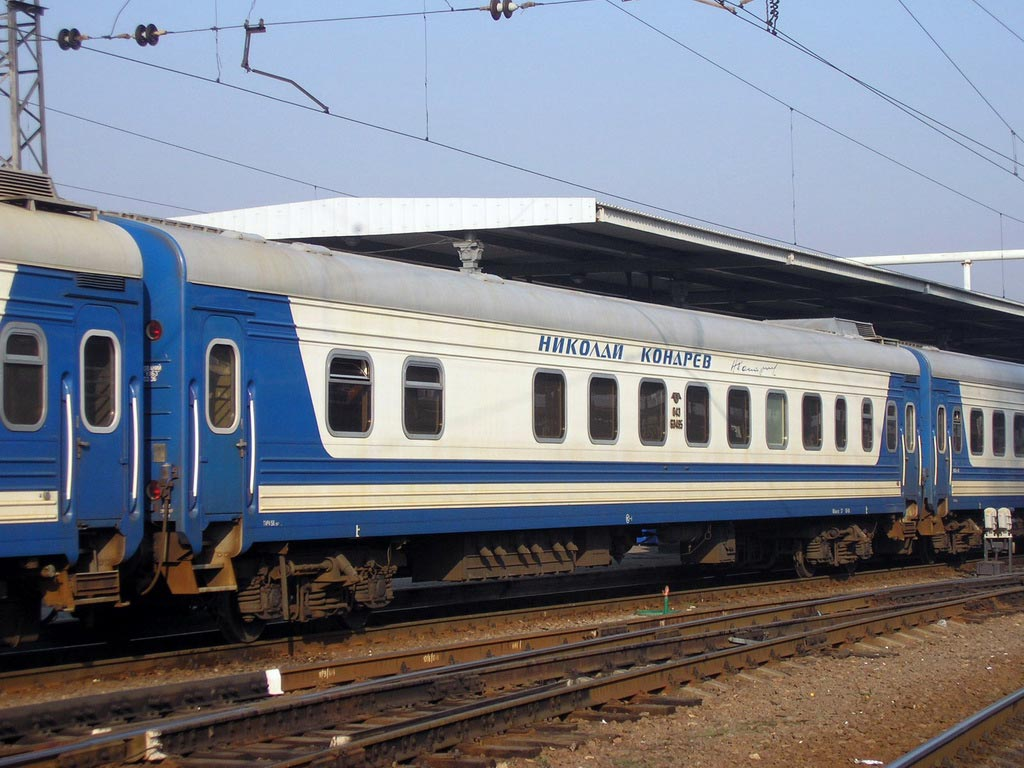
Колишній нічний швидкий поїзд № 20/19 «Микола Конарєв»

18 лютого 2022 року «Укрзалізниця» презентувала створення кластера приміських сполучень із центром у Харкові. У рамках презентації в перший рейс вирушив інклюзивний електропоїзд сполученням Харків — Бахмут — Харків. Створення кластера приміських сполучень на сході України, зокрема запуск оновленого електропоїзда за маршрутом Харків — Бахмут, — це черговий важливий крок до покращення залізничного сполучення в цьому регіоні.
В рамках кластера були призначені регіональні електропоїзди за маршрутами:
- Харків — Костянтинівка;
- Харків — Краматорськ;
- Харків — Слов'янськ.

## Послуга доставки ручної поклажі
З 3 лютого 2020 року «Укрзалізницею» запроваджена у пілотному режимі нова послуга для пасажирів — доставка ручної поклажі до/з поїзда на станції Харків-Пасажирський. Зокрема, пасажирам пропонується доставка ручної поклажі з вокзалу до вокзалу або адресна — від дверей до дверей. Замовлення адресної доставки передбачає, що кур'єр сам забере поклажу та доставить за кінцевою адресою. Послуга надається за бажанням пасажира, який має проїзний документ і здійснює поїздку від станції початкового відправлення до кінцевої станції прибуття поїзда. До перевезення приймається ручна поклажа пасажира вагою до 36 кг включно.

## Колійний розвиток
Станція Харків-Пасажирський — позакласна. Вона має декілька парків, на її території розташований пасажирський зупинний пункт Новоселівка. Низькими проміжними платформами обладнані колії (попарно): 1ПА і 2ПА, 2П і 3П, 5П і 6П, 7П і 8П, 9П і 10П, 12П і 13П (вихід через підземний перехід). Колія 1П обладнана високою бічною платформою (вихід через турнікети у приміських касах, а також з центрального залу). Колії 1БТ і 2БТ обладнані низькими бічними платформами. Вони розташовані у «Північному терміналі» і використовуються для прийому і відправлення електропоїздів Дергачівського напрямку.

## Станція у мистецтві
1896 року був відзнятий документальний фільм рос. «Вид харьковского вокзала в момент отхода поезда с находящимся на платформе начальством».

## Галерея

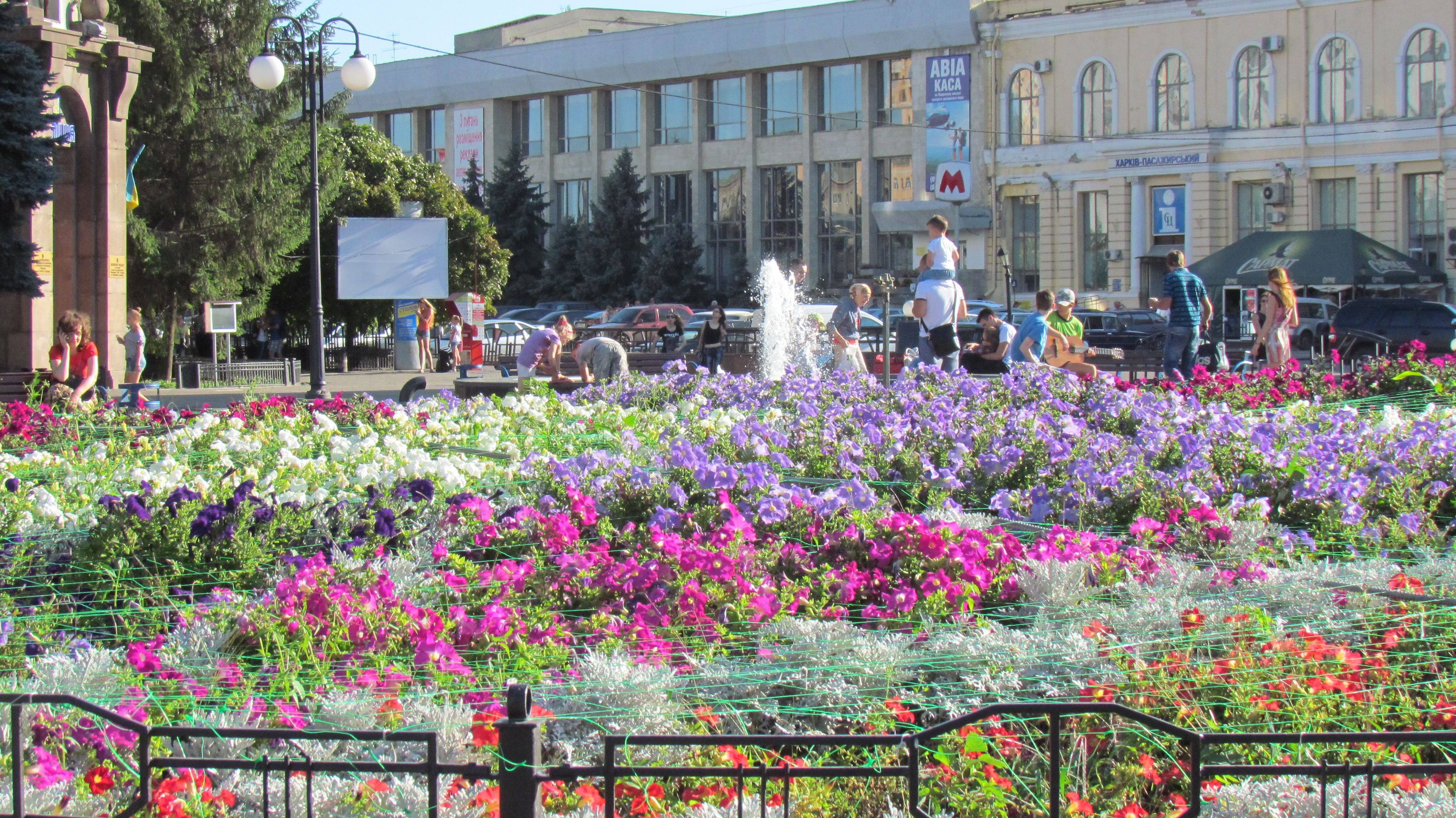
Квіткові клумби
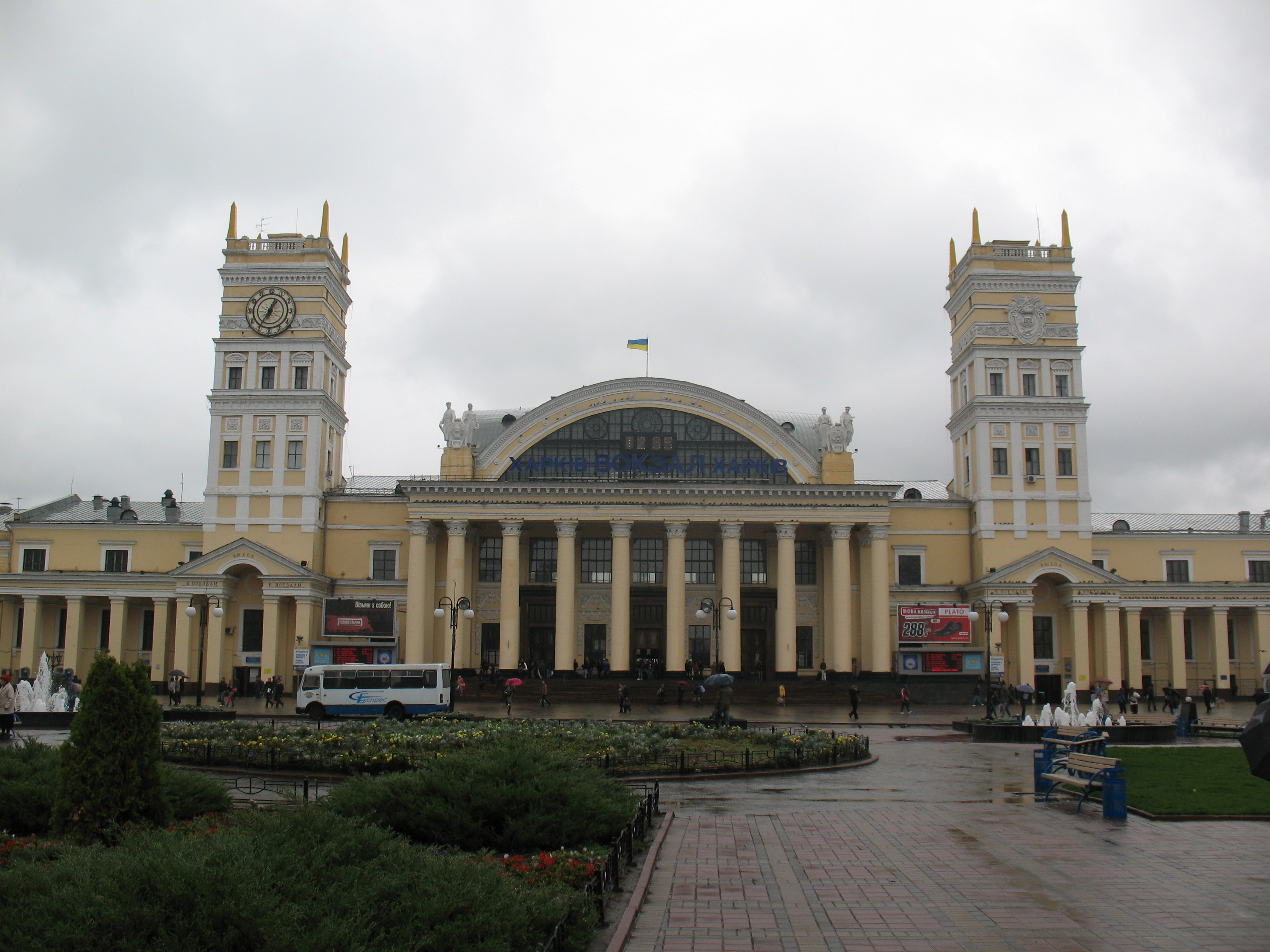
Південний вокзал
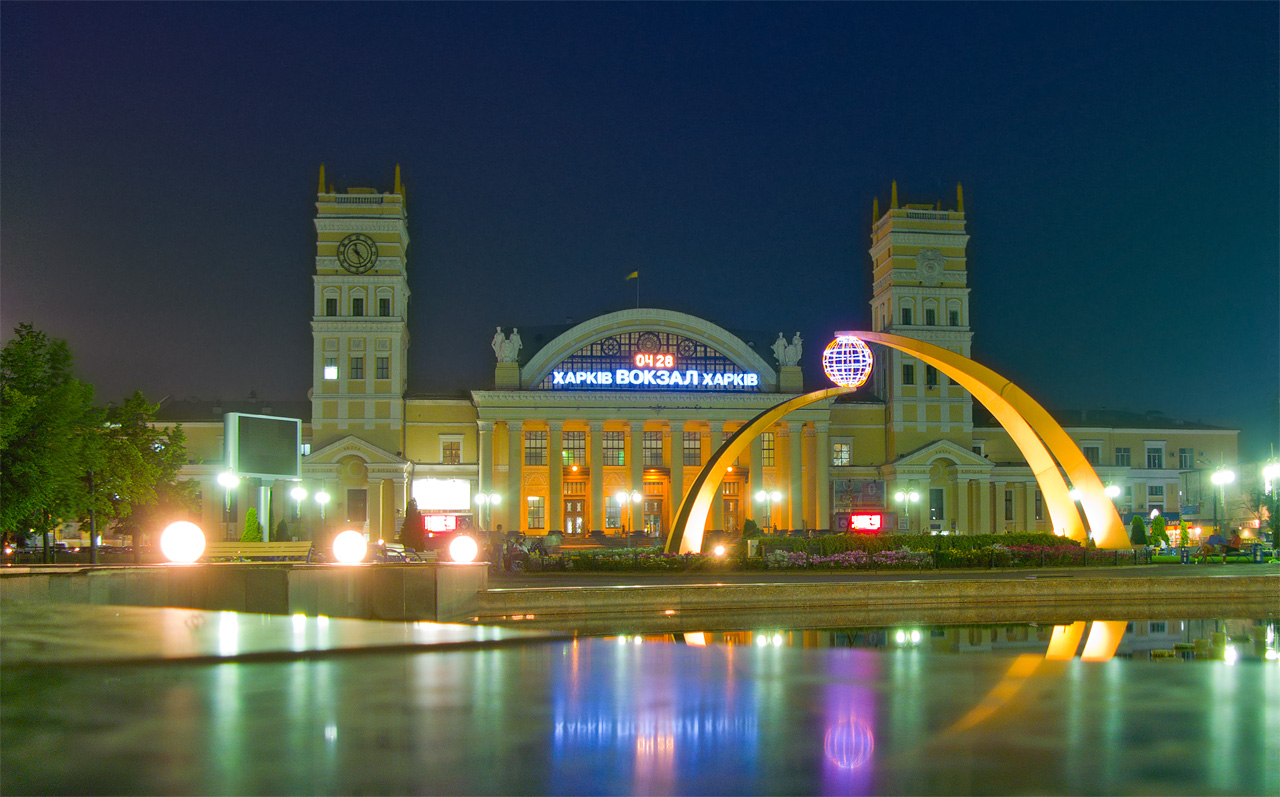
Вечірній вокзал
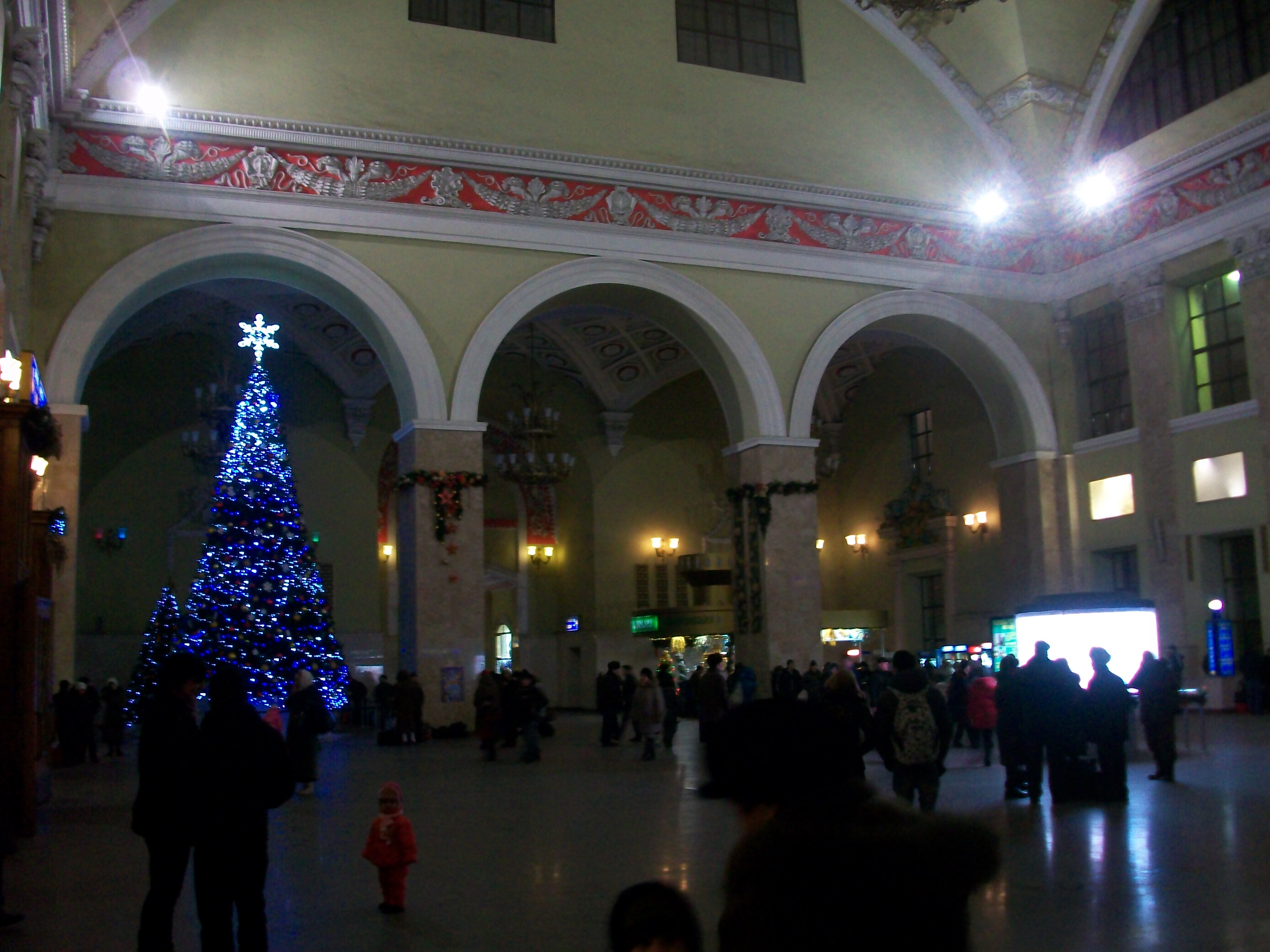
Новорічний інтер'єр вокзалу
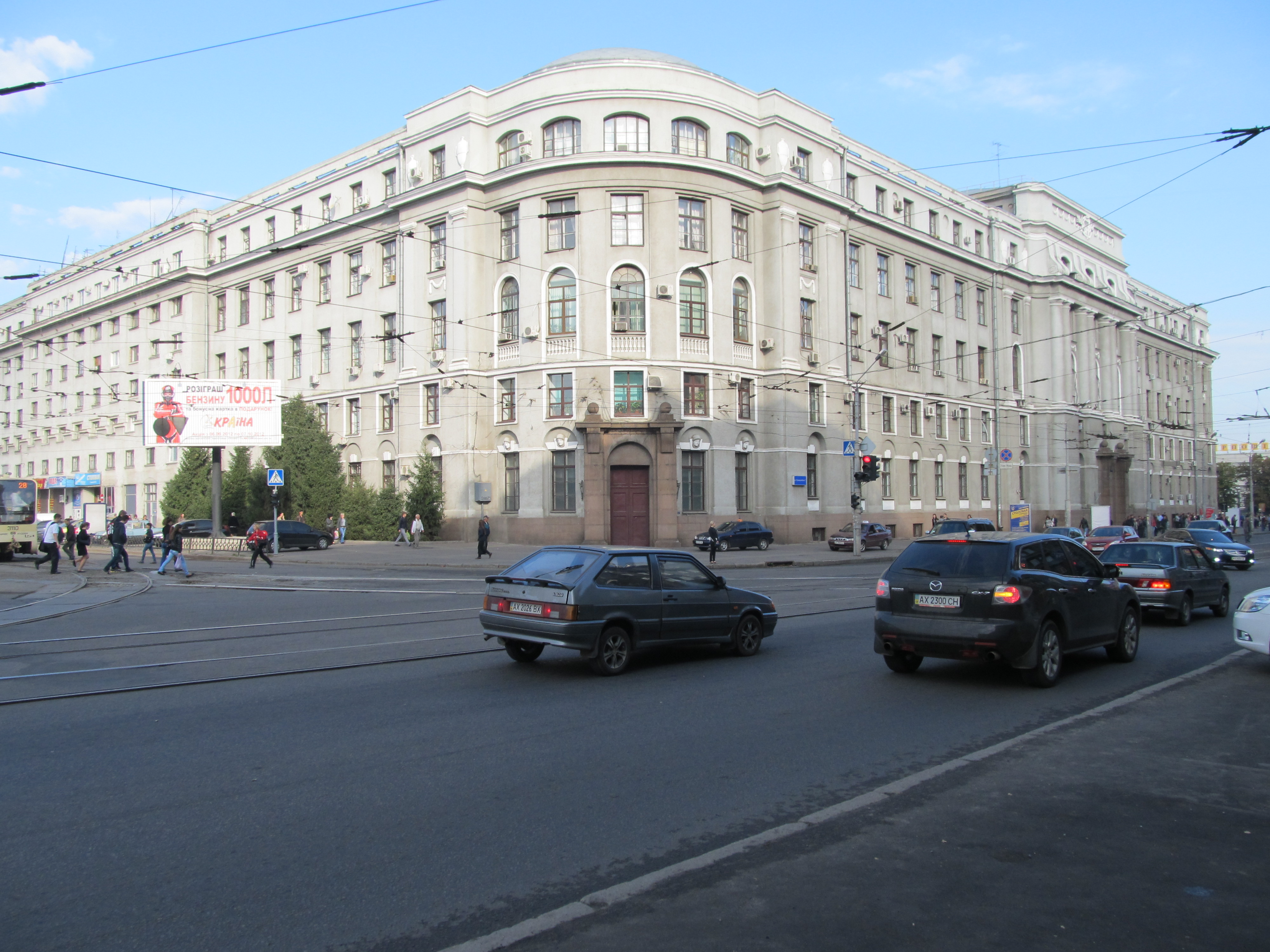
Управління залізниці